# Nanputuo si
Nanputuo si (chiń. 南普陀寺; pinyin Nánpǔtuósì; dosł. „Klasztor na Południe od Putuo”) – chiński klasztor buddyjski poświęcony bodhisattwie Guanyin.

## Historia klasztoru
Klasztor został założony przez mnicha Qinghao, który żył w okresie panowania dynastii Tang (618-907). Na kolumnie Budynku Mahawiry znajduje się następujący kuplet:
| Wybudowany w czasie dynastii Tang podczas okresu panowania kaiyuan, skierowany tyłem do szczytu Wulao, a przodem do góry Taiwu |

Okres kaiyuan (開元; 713-741) był środkowym okresem z trzech podczas panowania cesarza Xuanzonga (pan. 712-756). Klasztor powstał więc zapewne pomiędzy 713 a 741 rokiem. Znajduje się w rejonie południowo-wschodniego wybrzeża Chin, w południowo-zachodniej części wyspy Xiamen, u stóp łańcucha górskiego Wulaofeng (szczytów Pięciu Starych Ludzi), w pobliżu Uniwersytetu Xiamen. Pierwotna nazwa klasztoru to Sizhou. W okresie panowania dynastii Song (960-1279) klasztor został rozbudowany przez mnicha Wencui i przemianowany na Wujinyan (Skała Bez Granic).
W roku 1341, za panowania dynastii Yuan (1279–1368) klasztor uległ zniszczeniu, jednak został odbudowany w 1368 roku, pierwszym roku panowania cesarza Zhu Yuanzhanga (朱元璋; pan. 1368–1398) z Mingów (1368–1644). W tym też czasie mnich Jueguan zmienił nazwę klasztoru na Puzhao (Klasztor Oświecający Wszechświat). W klasztorze przebywały setki mnichów.
W okresie panowania cesarza Zhu Di (朱棣; pan. 1403–1423) z dynastii Ming klasztor został odnowiony.
W roku 1628 w czasie walk spowodowanych osłabieniem Mingów i które ostatecznie zakończyły panowanie tej dynastii, klasztor został ponownie poważnie zniszczony.
W 23 roku panowania cesarza Xuanye (玄燁; pan. 1661–1722) z dynastii Qing (1644–1912), generał Shi Lang (施浪; 1621–1696) wycofał swoją armię z Tajwanu do Xiamen. Miał sen, w którym zobaczył cztery znaki bui ri pu zhao znaczące "Jaśniejące słońce oświeca świat". Następnego dnia zaskoczony dowiedział się, że w Xiamen jest klasztor Puzhao, w którym przebywa stary mnich Huiri. Generał spędzał czas dyskutując o buddyzmie z mnichem i był tak z tych rozmów zadowolony, że postanowił odnowić zniszczony klasztor. Wtedy zmieniono także nazwę klasztoru na Nanputuo. Nazwa ta ma związek z Sutrą Awatamsaki według której bodhisattwa Guanyin mieszka na górze Potala. Odpowiednikiem góry Potala jest Putuo w prowincji Zhejiang. Ponieważ klasztor związany był także z kultem Guanyin, więc zmieniono nazwę na Nanputuo.
W czasie panowania cesarza Yinzhena (胤禛; pan. 1723–1735) klasztor prowadził mnich Jingfeng. Przeprowadził on wiele restauracyjnych prac w klasztorze. Był on uczniem mistrza Xingmi ze szkoły genxin (Wieczna Prawda) z klasztoru Nanshan w Zhangzhou i równocześnie ze szkoły heyun należącej do tradycji linji. Szkoła ta powstała w okresie dynastii Ming i postępowała za naukami szkoły chan w linii przekazu od mistrza Linji Yixuana z klasztoru Nanshan w Zhangzhou. Jego uczniowie rozprzestrzenili się m.in. na Xiamen, Quanzhou, Tajwan, do Singapuru i na Filipiny. Obecnie Nanputuo jest jednym z ośrodków szkoły heyun tradycji linji. 
W 1833 roku, 13 roku panowania cesarza Minninga (旻寧; pan. 1820–1850), spadkobierca w trzecim pokoleniu mistrza Jingfenga - Xingji, zebrał pieniądze na kolejna rozbudowę klasztoru; wtedy wybudowano Budynek Wielkiego Współczucia oraz Wieże Dzwonu i Bębna. Część tych pieniędzy wyżebranych przez tego mnicha została przeznaczona także na okoliczne klasztory.
W roku 1895, 21 roku panowania cesarza Zaitiana (載湉; pan. 1875–1908), opatem klasztoru został Xicang (zastępując mistrza Fori), także ze szkoły heyun z klasztoru Nanshan, który kontynuował rozbudowę klasztoru, budując siedem budynków i przeprowadzał ceremonie szerzenia buddyzmu. W 1921 roku opatem został Zhuangfeng, także ze szkoły heyun, który w 1924 roku zmienił dotychczasowy system wyznaczania opatów z wewnętrznego na otwarty, zwany "zgromadzeniem sanghi z dziesięciu kierunków".
Jednym z najsłynniejszych mnichów klasztoru był Hongyi (弘一; 1880–1942). Jego świeckie nazwisko to Li Shutong (李叔同). Zanim został mnichem w wieku 39 lat, był niezwykle różnorodnym artystą mającym olbrzymie osiągnięcia na polu dramatu, muzyki, poezji, malarstwa i kaligrafii. Po zostaniu mnichem stworzył również dzieła buddyjskie.
W 1921 r. klasztor utracił swoje najlepsze ziemie ryżowe, które zostały skonfiskowane w celu założenia nowego uniwersytetu. Aby zapobiec dalszym konfiskatom i tym samym upadkowi wiodącego klasztoru, opat postanowił założyć szkołę w klasztorze. O prowadzenie jej poproszono Changxinga, który stał się znany po jego pracy w seminariach w Jiangsu i Anhui.
Około 1925 r. klasztor ten przestał być dziedzicznym, a stał się publicznym, po tym jak jego opat postawił zwiększyć jego możliwości. Spadkobiercy mistrza nie wyrazili sprzeciwu i wybrali na nowego opata Huiquana. W zgodzie z nowym charakterem klasztoru opat (przy pomocy poprzedniego opata Zhuangfenga) założył Buddyjski Instytut Minnan, który później pod kierunkiem Taixu stał się jednym z najlepszych w Chinach. Klasztor nie odrzucił swojej przeszłości i w pawilonie przodków na ścianach wisiały tablice przedstawiające poprzednich opatów. Jednak tablice Huiquana i jego następców były opisane jako pierwsze, drugie, trzecie itd. pokolenie opatów publicznego klasztoru.  
W kwietniu 1927 r. opat odszedł na emeryturę. Nowym opatem i dziekanem instytutu został Taixu. Mistrz starał się zreformować standardy stanu mniszego i propagował m.in. Przedstawienie w ogólnym zarysie stanu mniszego w nowoczesnych Chinach. Zreformował także system kształcenia i syllabus Buddyjskiego Instytutu Minnan. Dzięki jego wysiłkom instytut stał jednym z najlepszych buddyjskich kolegiów w Chinach i poza nimi. 5 godzin dziennie poświęcano na poznanie buddyjskich tekstów, 3 godziny tygodniowo zajmowała historia buddyzmu, 18 godzin tygodniowo przeznaczano na świeckie nauki: tradycyjna literatura (6 godzin tyg.), język japoński (5 godzin tyg.), historia i geografia (5 godzin tyg.), psychologia (2 godziny tyg.). Nie uczono matematyki. Szkoła ta była 6-letnia; 3 lata regularnej nauki (chiń. putong ke) i następnie 3 lata specjalizacji (chiń. zhuanxiu ke). W połowie lat 30. zrezygnowano z kursu specjalizacyjnego, a zamiast tego otworzono szkołę niższego typu, gdzie uczono literatury, historii, geografii i podstawowych tekstów buddyjskich. Pod koniec lat 30. uczęszczało do niej ok. 50 uczniów, a do głównego seminarium ok. 30. Oba te poziomy nauczania zostały zamknięte w 1939r. i ponownie otwarte po wojnie.
W 1938 roku mistrz Huiquan został ponownie wybrany opatem klasztoru. 
W 1958 roku ósmym opatem klasztoru został mistrz Miaozhan i pozostał na tym stanowisku przez 39 lat aż do swojej śmierci w 1995 roku. Mistrz rozbudował klasztor, w latach 80. przeprowadził jego renowację i ponownie otworzył Buddyjski Instytut Minnan. Założył także Fundację Dobroczynną Klasztoru Nanputuo.
W 1997 roku 9, a następnie 10 i 11 opatem klasztoru został mistrz Shenghui. Klasztor został wiodącym ośrodkiem praktyki buddyjskiej w Chinach, kształcił utalentowanych ludzi i stał się centrum komunikacji pomiędzy chińskim buddyzmem a światowym.
W październiku 2005 roku mistrz Zewu został wybrany 12 opatem klasztoru.
Obecnie klasztor zajmuje powierzchnię ponad 30000 m², przy czym powierzchnia budynków wynosi 21270 m².
Szczególnym dniem dla klasztoru jest 19 lutego, uważany za dzień narodzin Guanyin. Do klasztoru przybywają tysiące pielgrzymów z całego świata, a w klasztorze odbywa się wiele ceremonii i przedstawień.

## Architektura klasztoru
Klasztor znajduje się w bardzo malowniczej scenerii niewysokiego pasma górskiego Wulaofeng. Okolica ta posiada wiele jaskiń, grot i strumieni.
Kompleks zwrócony jest na stronę południową, w stronę morza, podczas gdy jego tylny kraniec opiera się o wzgórza. Z architektonicznego punktu widzenia jest podzielony na dwie części. Część zewnętrzna przypomina ogród, ma tarasy i stawy, stupy i staw lotosowy. Część wewnętrzna składa się z budynków świątynnych i kwater mnisich. Mimo że klasztor zbudowany został w dość urozmaiconym terenie i budowa kompleksu dostosowuje się do nierówności, jest jednak zaprojektowany wzdłuż osi południe - północ, chociaż nie jest to tak czytelne jak w innych klasztorach.
Główne budynki klasztoru to Tianwangdian (Budynek Devaraja, Budynek Niebiańskich Królów), Daxiongbaodian (Budynek Mahawiry, Wielkiego Bohatera czyli Śakjamuniego), Dabeidian (Budynek Wielkiego Współczucia) i Cangjingge (Pawilon Sutr, Biblioteka). Znajdują się bardzo blisko siebie, w czasie ich budowy wykorzystywano konfigurację terenu. Poza nimi, po obu ich stronach ustawione są symetrycznie takie budynki jak Puzhan (Oświecenie), Haihui (Zgromadzenie Świętych), Gongde (Cnoty Buddyjskie) (po prawej stronie), dom opata, domy do nauczania i medytacji, budynek Fundacji Dobroczynnej, mnisie dormitoria (po lewej stronie).
Wszystkie budynki mają wielopoziomowe dachy udekorowane glazurowanymi na żółto dachówkami i rzeźbionymi figurkami zwierząt. Były to cechy tradycyjnej architektury południowego Fujian. Dodatkowo większość kolumn, łuków, belek, balustrad i dróżek wykonanych jest z miejscowego granitu.
Rejon klasztoru powyżej Pawilonu Sutr jest głównie poświęcony miejscom pamięci i odbija historię Nanputuo. Właśnie tu znajduje się stupa mnicha Zhuanfenga, który zreformował w 1924 roku system wyboru opatów. Z kolei Pawilon Taixu poświęcony jest opatowi Nanputuo z lat 1927-1932.
Na bramach zachodniej i wschodniej, przez które wchodzi się na teren klasztoru, znajdują się tablice z napisami "Słynna Góra na Wyspie Czapli". Wyspa Czapli jest inną nazwą dla Xiamen, gdyż kiedyś wyspa była pełna tych ptaków. Natomiast Słynna Góra, to określenie góry Wulaofeng. 

### Ważniejsze obiekty architektoniczne i inne
- Budynek Niebiańskich Królów (skt Dewaradża, chiń. Tianwangdian)

Wewnątrz znajdują się posągi czterech groźnych Niebiańskich Królów, pełniących w ikonografii buddyjskiej funkcje obrońców wiary. W samym centrum budynku znajduje się rzeźba tęgiego buddy przyszłości - Maitrei (chiń. Milefo), zwanego potocznie Śmiejącym się Buddą. Za Maitreją znajduje się posąg bodhisattwy Weituo z mieczem skierowanym w stronę ziemi, co wskazywało, iż klasztor przyjmuje wszystkich wędrownych i pielgrzymujących mnichów. 
- Budynek Sangharama
- Budynek bodhisattwy Ksitigarbhy (Dizangdian)
- Wieże Dzwonu i Bębna
- Pagoda Wanshu
- Budynek Wielkiego Bohatera (Budynek Mahawiry, Daxiongbaodian - czyli Śakjamuniego)

Budynek został wybudowany w 1921 roku. Znajduje się w centrum klasztoru. Wewnątrz znajduje się rzeźba trójcy buddyjskiej: budda przeszłości - Kaśjapa, Budda historyczny - Śakjamuni, budda przyszłości - Maitreja. Jest także rzeźba przedstawiająca bodhisattwę Guanyin (skt Awalokiteśwara) ze swoimi uczniami. Na ścianach znajdują się freski obrazujące historie buddyjskie i postacie z historii buddyzmu indyjskiego.
W tym budynku mnisi przeprowadzają swoją praktykę śpiewów porannych (o 4 rano) i popołudniowych (o 4 po południu).
- Budynek Wielkiego Współczucia (Mahakaruna, 大悲殿 Dabeidian)

Budynek ten został odbudowany w 1928 roku, jednak został wybudowany przez generała Shilanga w 1684 roku. Ma kształt oktagonalny i jest 3-kondygnacyjny, przez co zbliżony jest bardziej do wieży. Jest kolejnym budynkiem klasztoru poświęconym bodhisattwie Guanyin. 
Budynek ten znajduje się na bardzo wysokiej platformie, od podstawy dzieli go 30 schodów. Dach wspiera się na charakterystycznych uchwytach bez wykorzystania gwoździ i nawet poprzecznych belek. Lokalnie ten skomplikowany system uchwytów nazywany jest "pająkiem tkającym sieć".
Wewnątrz znajdują się cztery posągi Guanyin na lotosowych podstawach. Guanyin ma ręce skrzyżowane na piersi i 48 dodatkowych rąk otaczających korpus. Każda z dłoni posiada miniaturowe oko. 
Przy każdej stronie budynku posadzone są dwa drzewa figowca bengalskiego.
- Budynek Sutr (Biblioteka, chiń. Cangjingge)

Budynek ten został wybudowany w 1936 roku i zawiera tysiące tekstów buddyjskich, wyobrażenia Buddy z Birmy, rzeźby z kości słoniowej i drewniane, dzwony z brązu, kadzielnice i inne dzieła sztuki (np. kaligrafie). Jest to najwyższy budynek klasztoru, chociaż ma tylko dwie kondygnacje. Parter przeznaczony jest na kazania i wykłady związane z sutrami. Pierwsze piętro (chin. Yufo) zawiera m.in. birmańskie jadeitowe rzeźby Buddy i teksty.
Za najcenniejsze eksponaty uchodzą figura Guanyin z białej porcelany (mistrzowskie dzieło He Chaosonga oraz Sutra Lotosu napisana krwią w okresie wanli (萬曆) (1572–1620) dynastii Ming. 
- Cztery stupy z relikwiami (śarira)
- Budynek Medytacyjny
- Osiemnastu Arhatów
- Restauracja wegetariańska
- Inskrypcje naskalne i stele

W klasztorze znajduje się wiele dobrze zachowanych inskrypcji, wśród nich są naskalne inskrypcje Shenga Youronga i Chendi z okresu wanli (萬曆) (1572–1620) dynastii Ming. Są również stele napisane przez cesarza Xuanye (玄燁) (pan. 1661–1722) z okresu dynastii Qing. Za Pawilonem Sutr jest wiele takich naskalnych napisów, z których wyróżnia się słowo fo (佛, Budda), które mierzy 4,66 metra wysokości i 3,33 metra szerokości.

## Opaci klasztoru
- Jingfeng
- Xinji
- Fori
- Xicang
- Zhuangfeng
- Huiquan (1 opat publicznego klasztoru)
- Taixu (1890-1947)
- Huiquan (ponownie)
- Miaozhan (8 opat publicznego klasztoru)
- Shenghui Huiguo (ur. 1951) (9, 10 i 11 opat publicznego klasztoru)
- Zewu (ur. 1974) (12, 13 i 14 opat publicznego klasztoru)

## Adres klasztoru
- Nanputuosi, No.515 Siming South Road, Siming District, Xiamen 361005, China
- 思明区思明南路515号

## Galeria

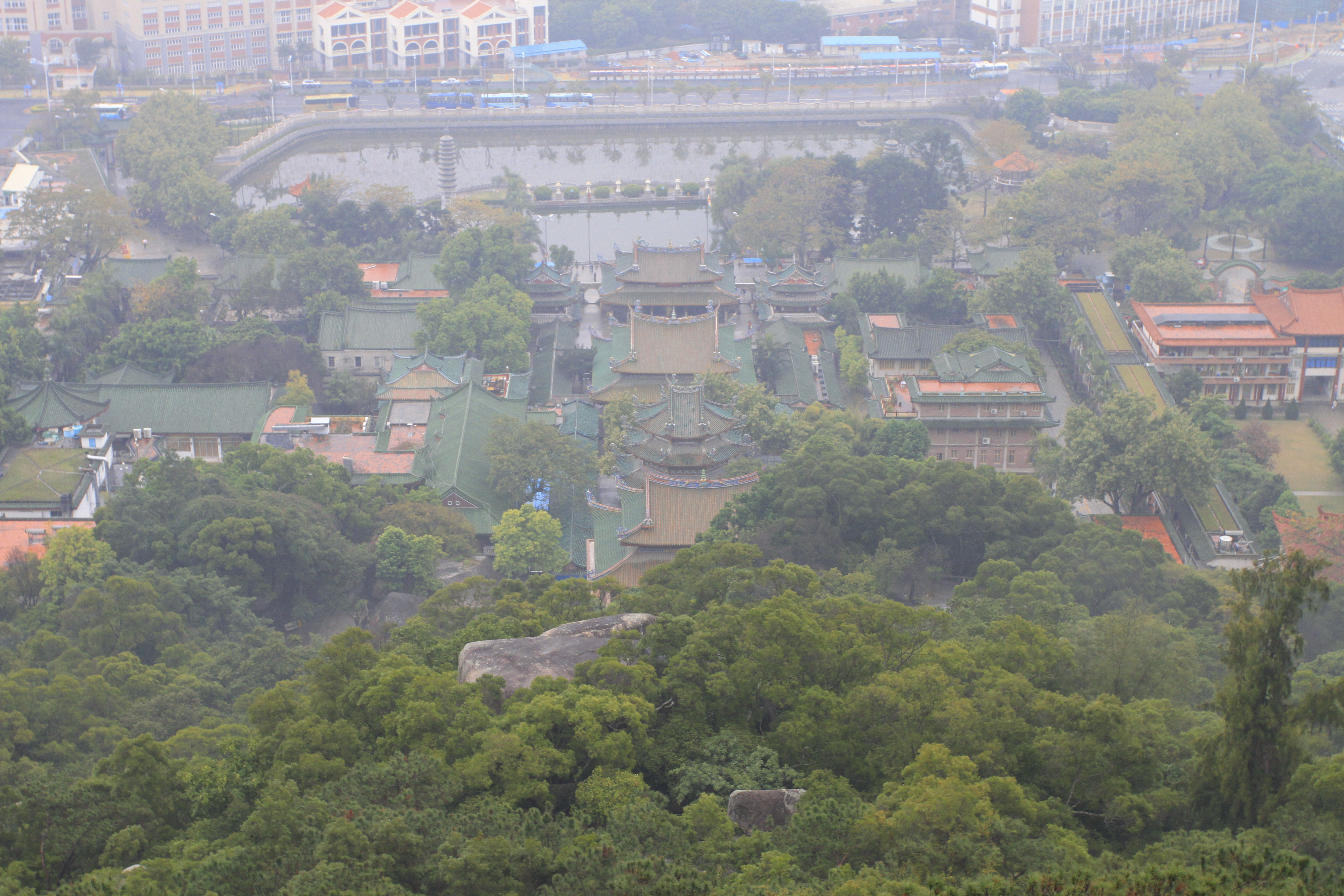
Ogólny widok klasztoru
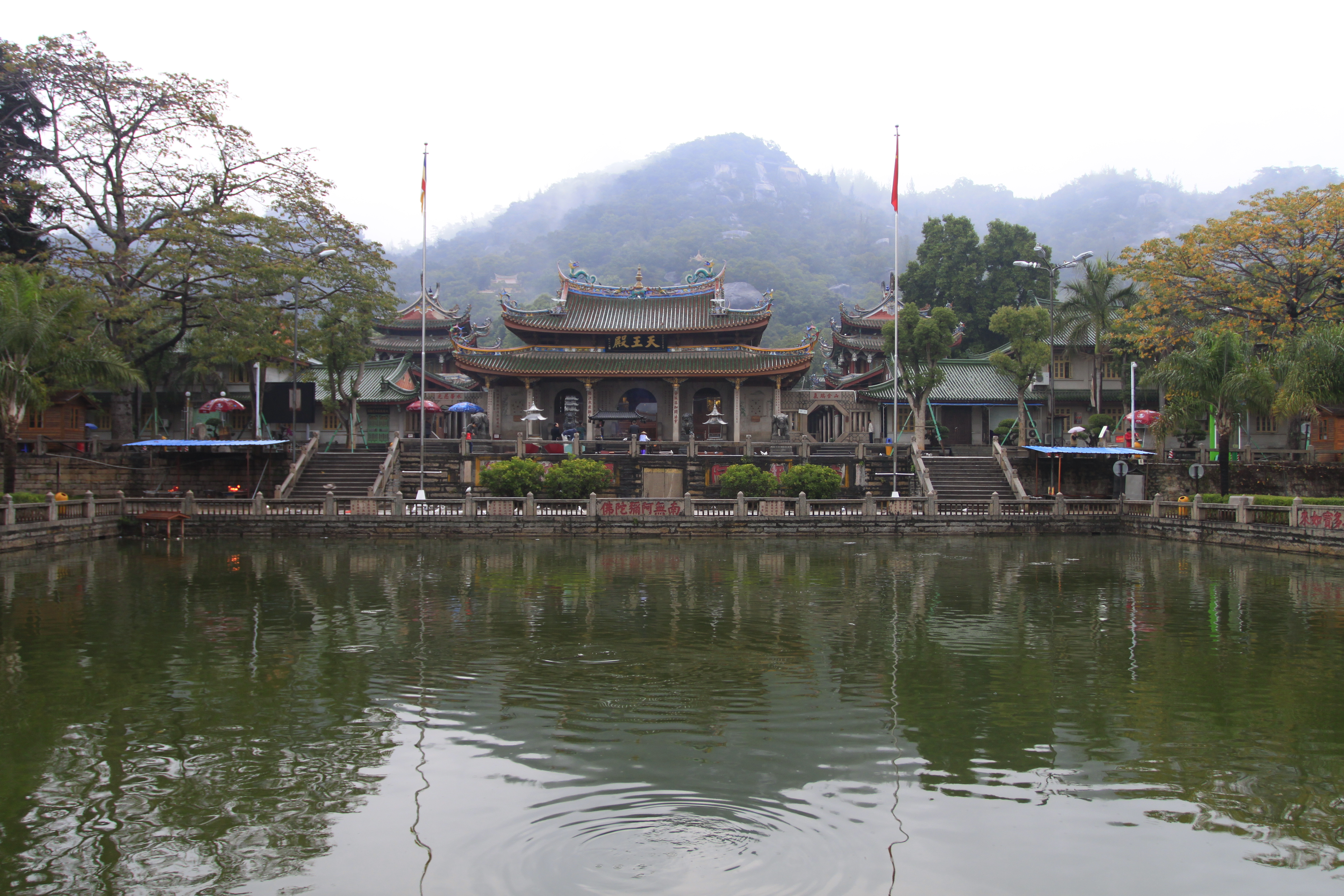
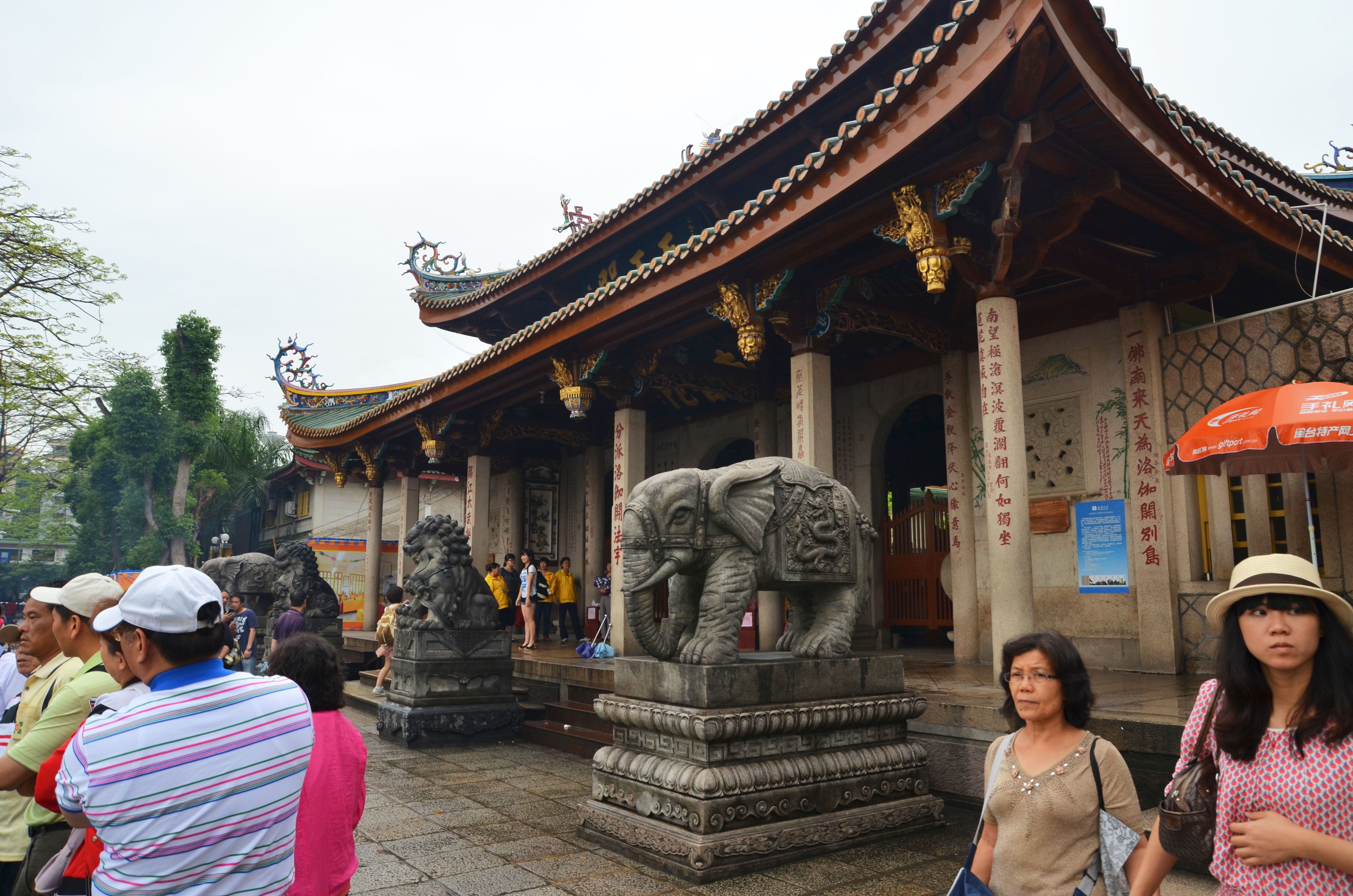
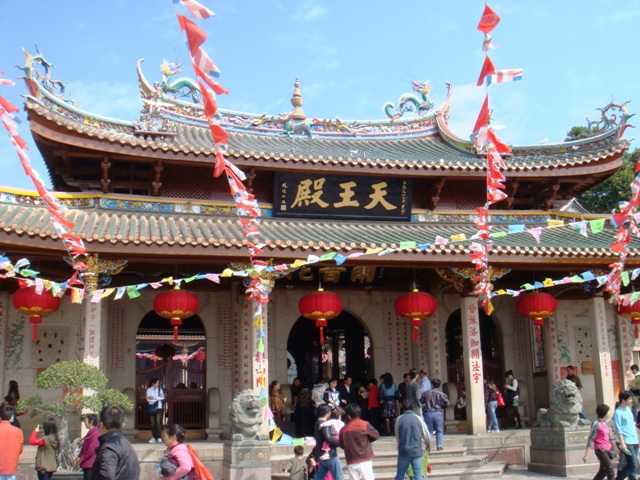
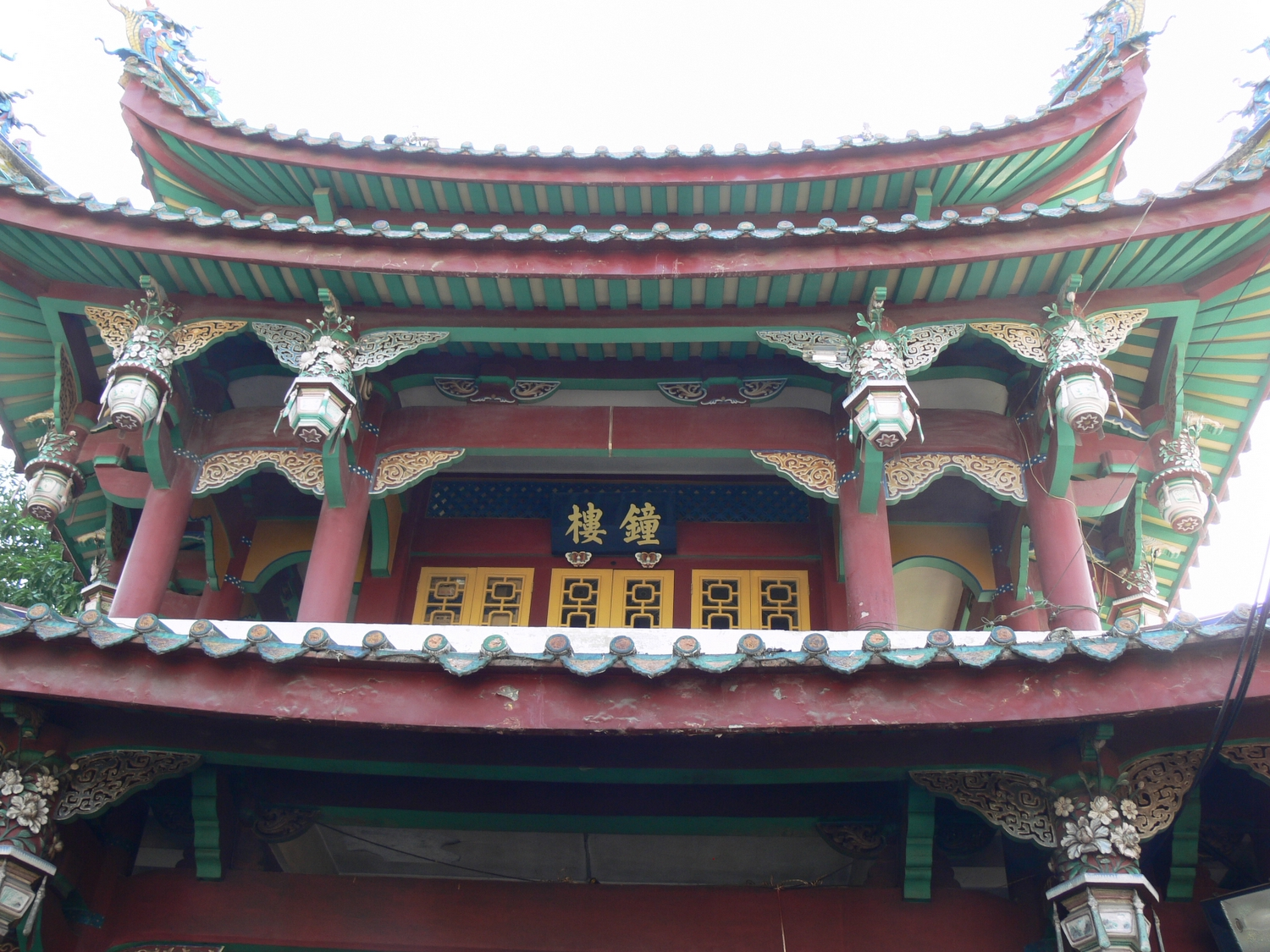
Wieża dzwonu
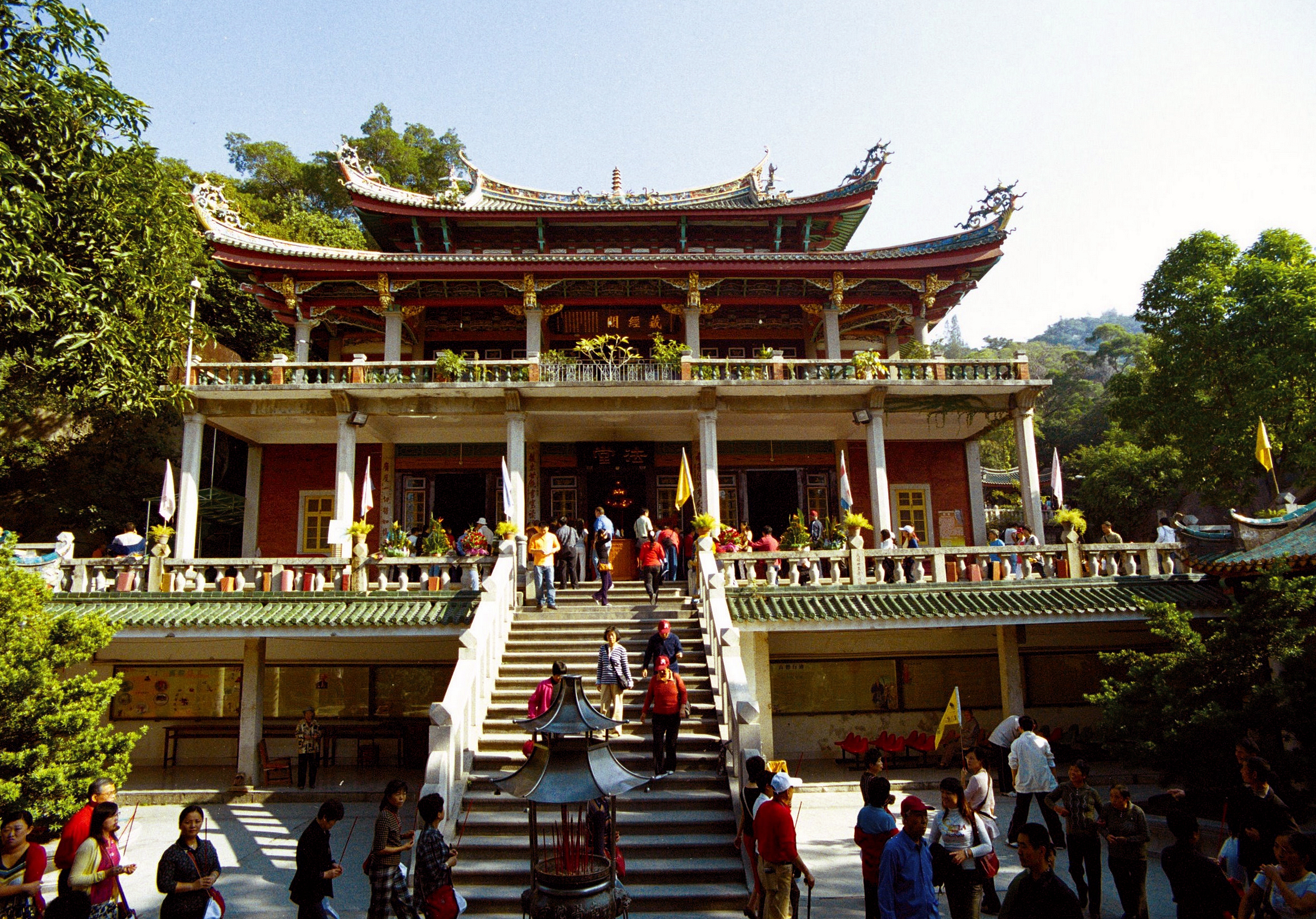
Biblioteka klasztorna
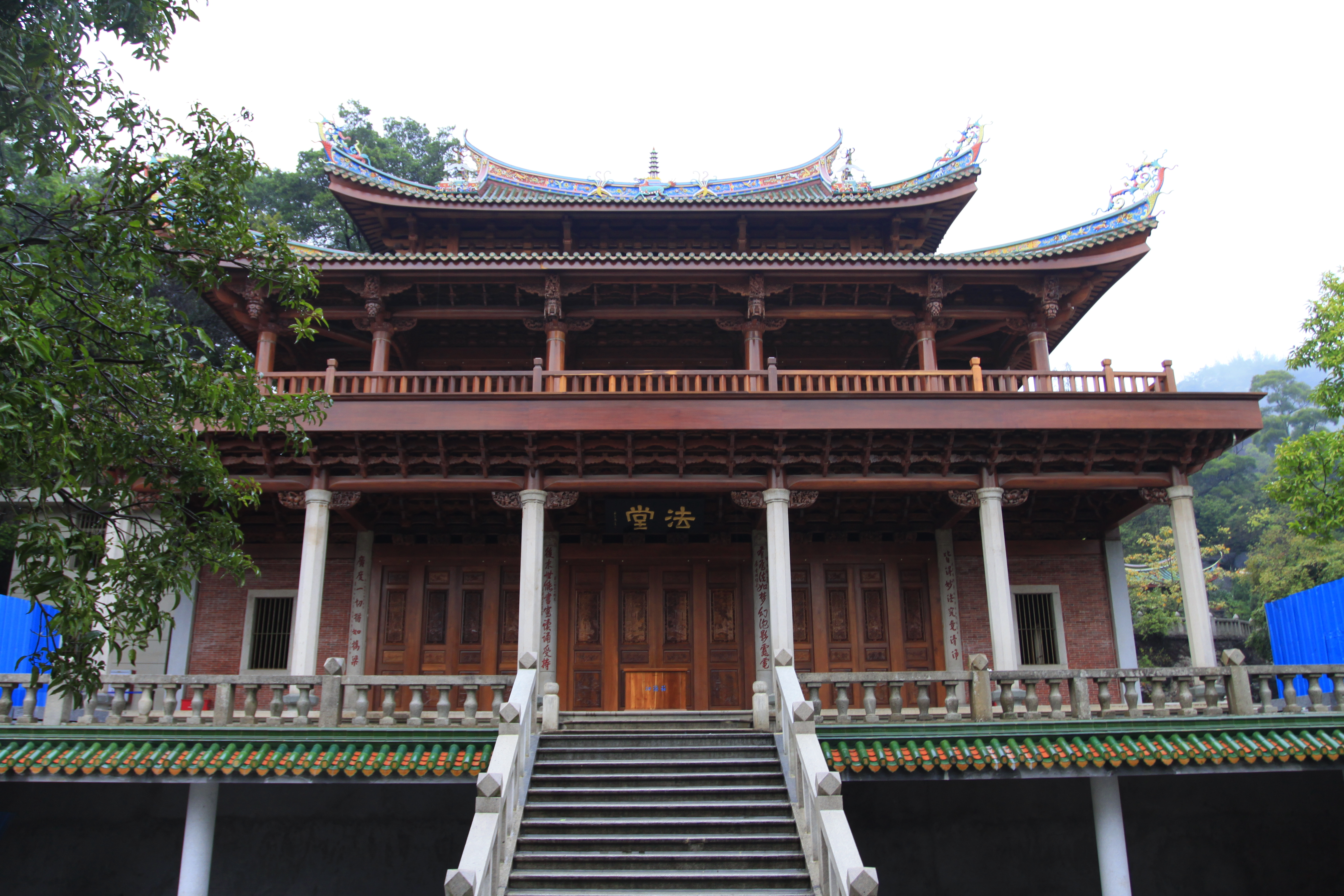
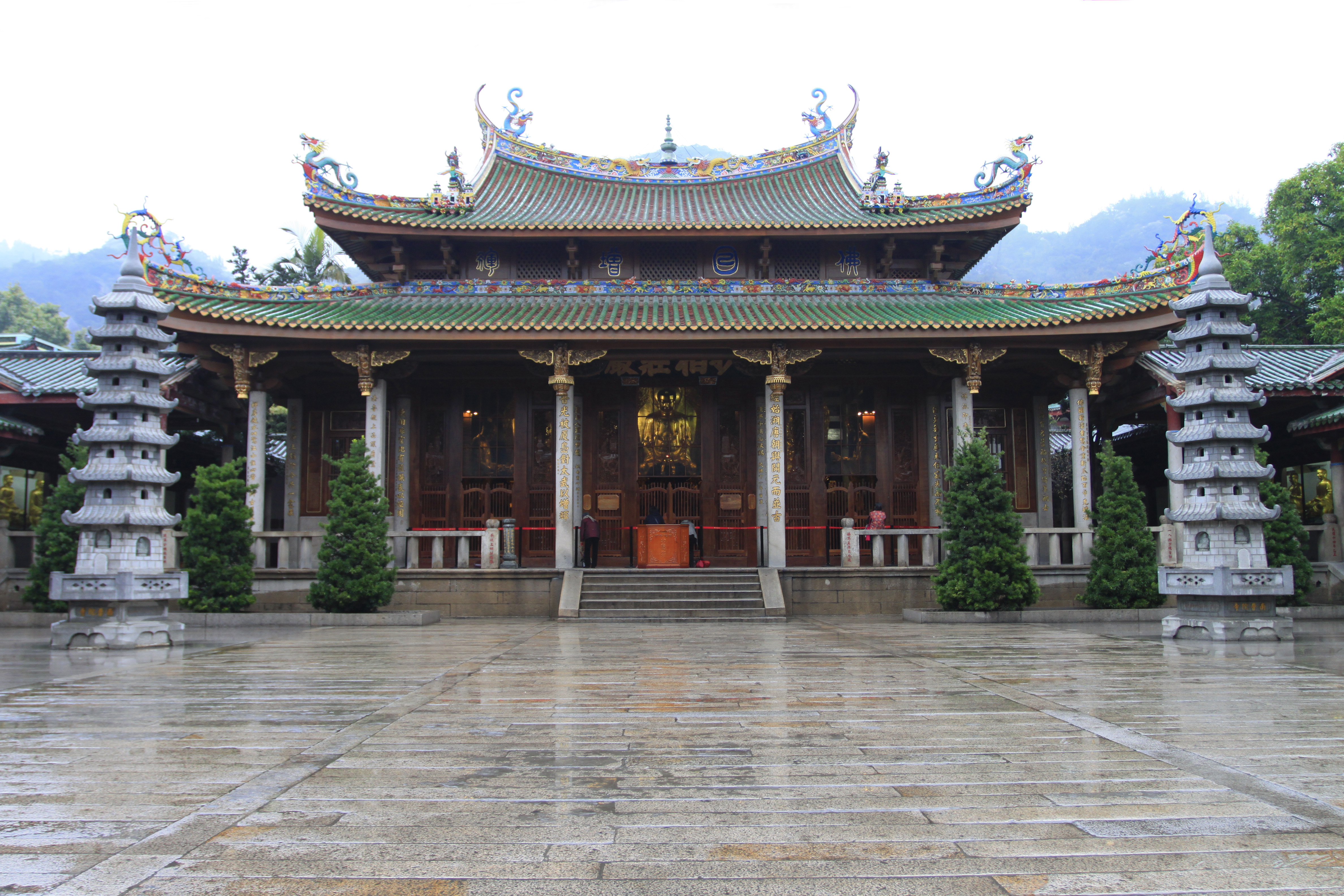
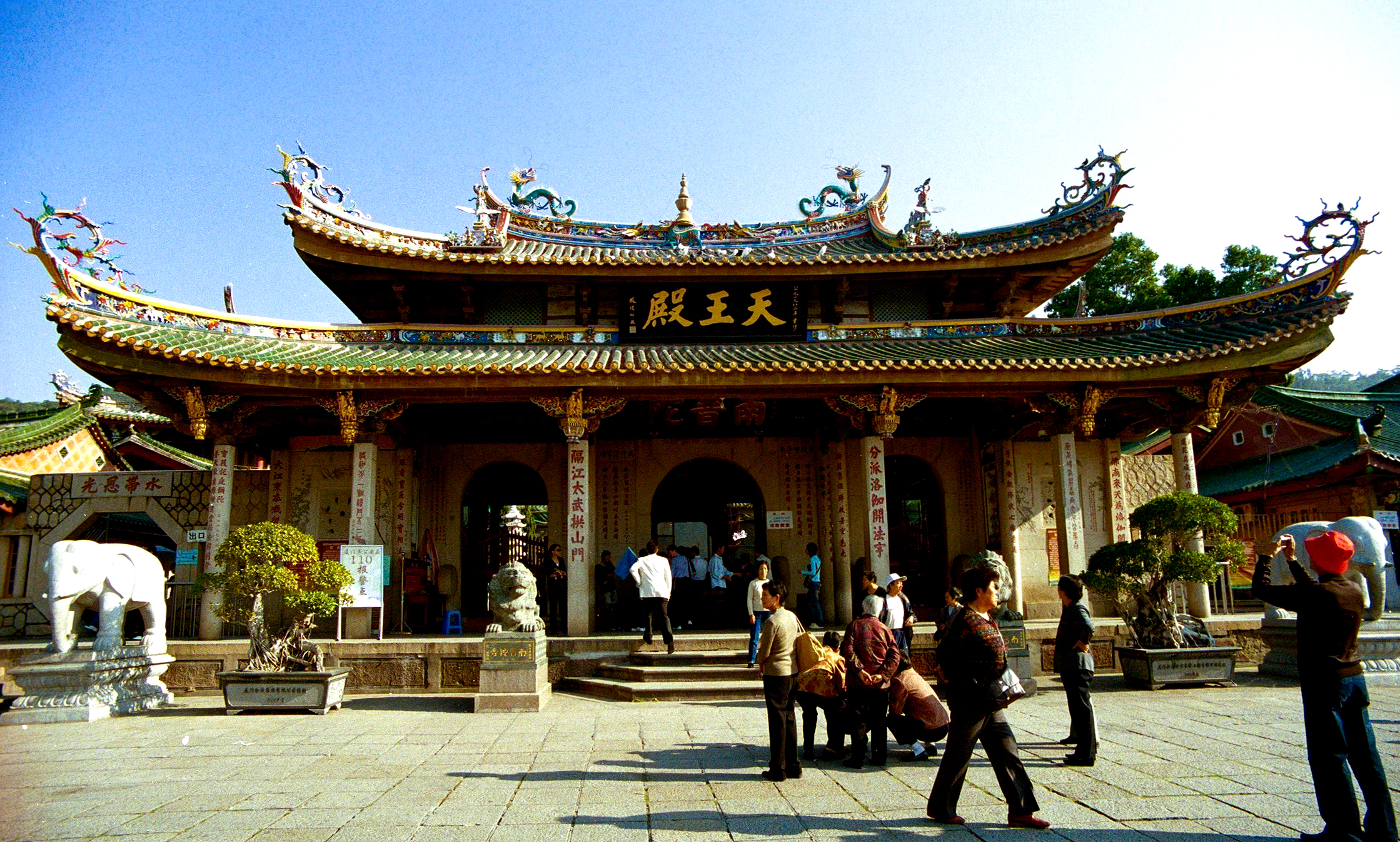
Tianwangdian
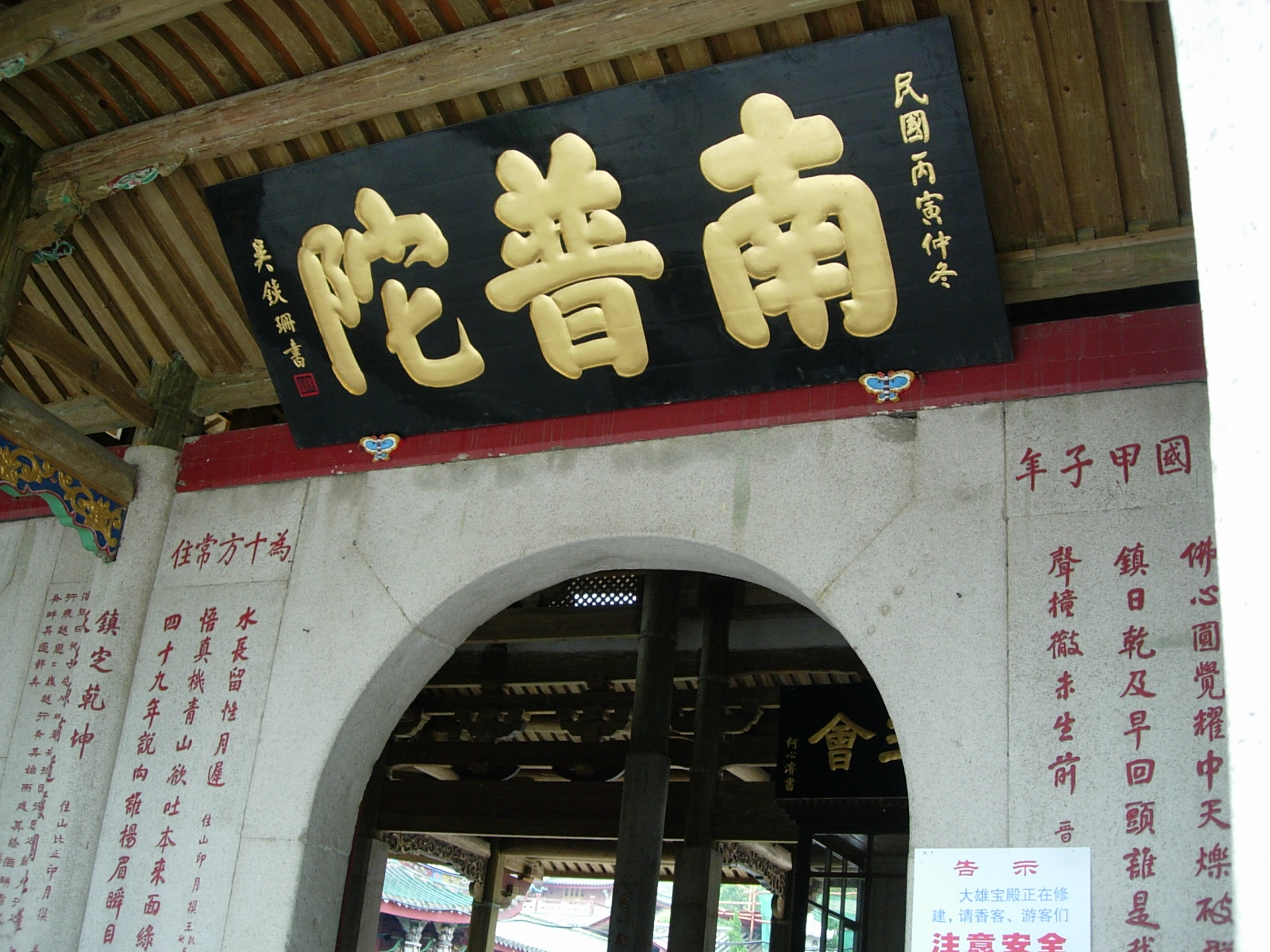
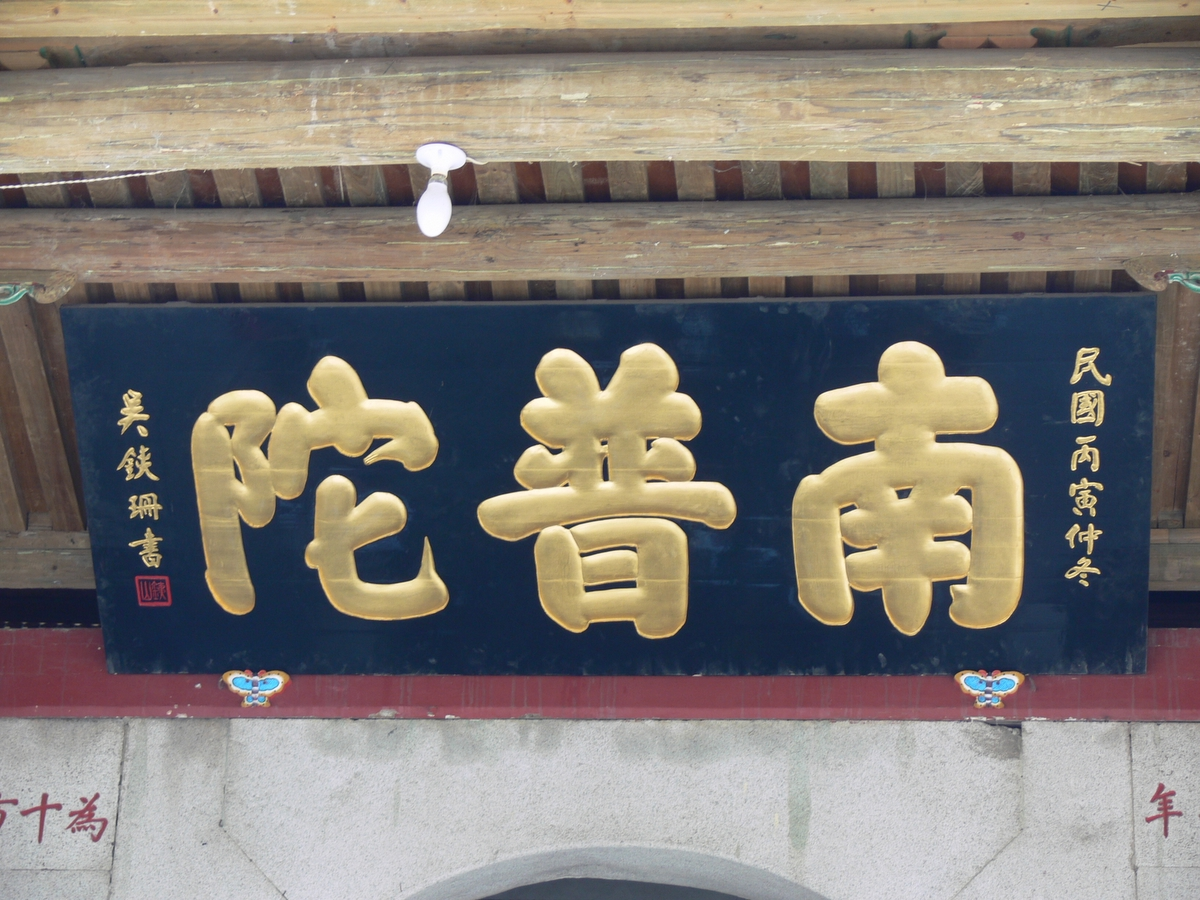
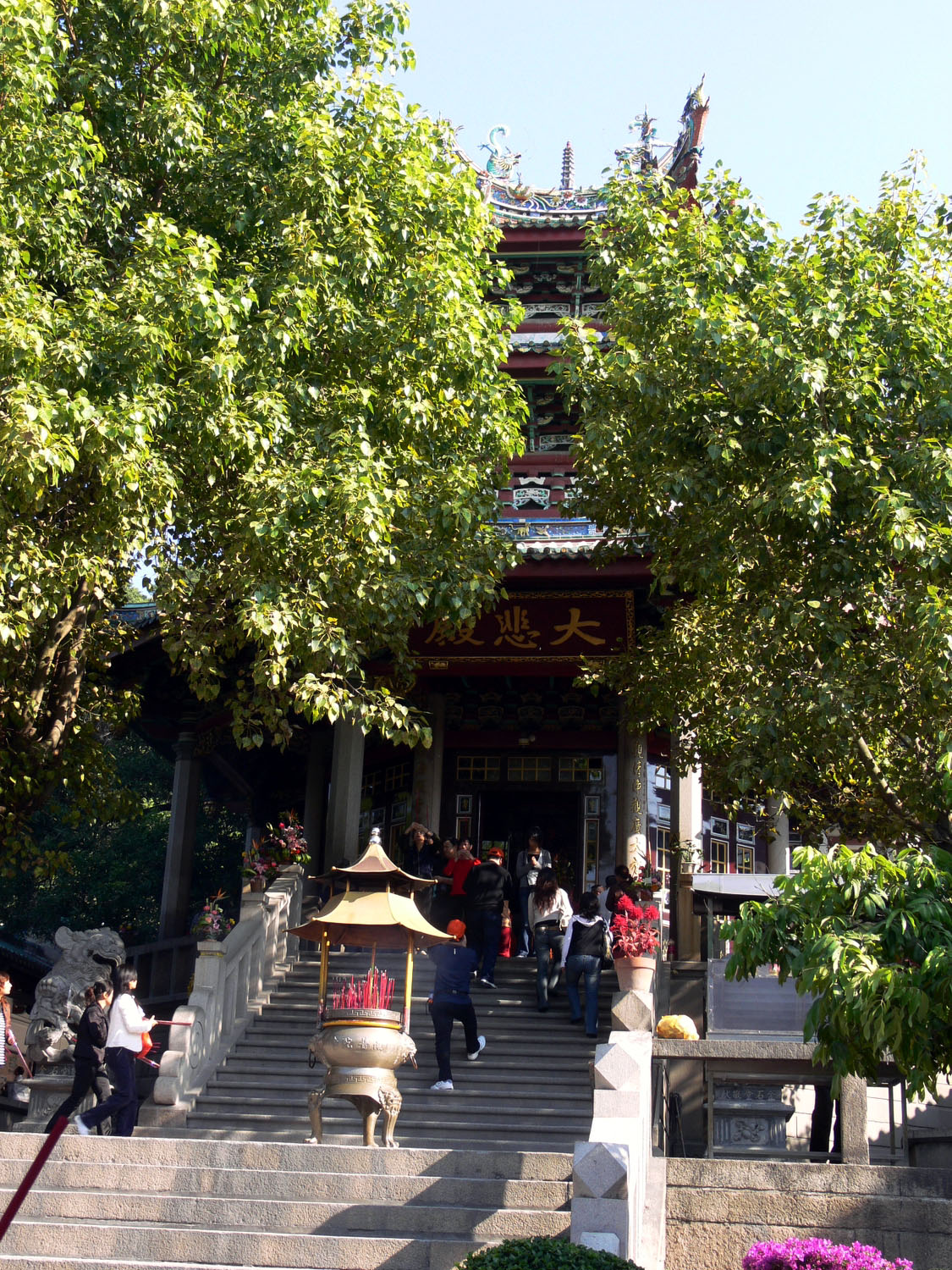
Dabeidian - front
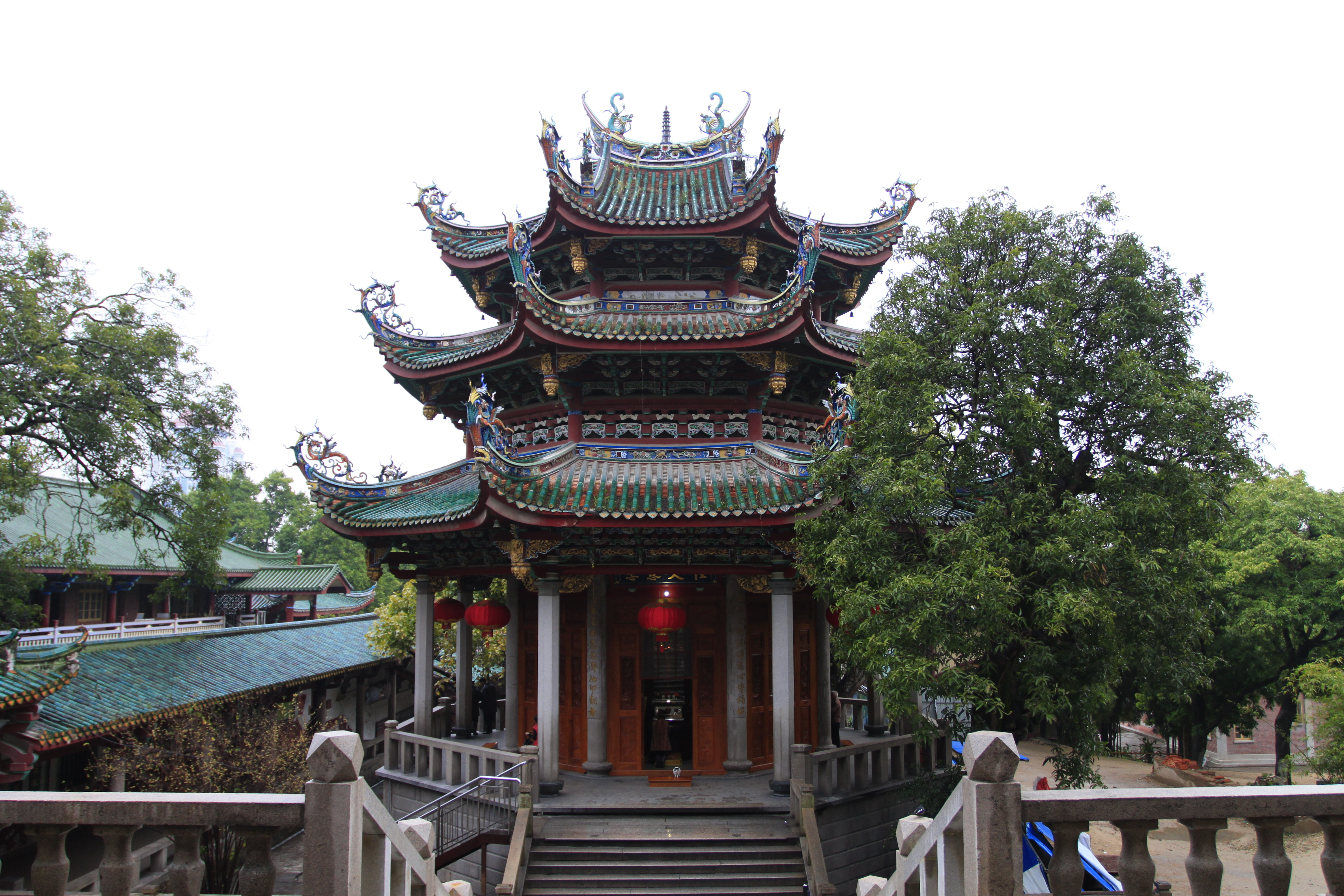
Dabeidian - tył
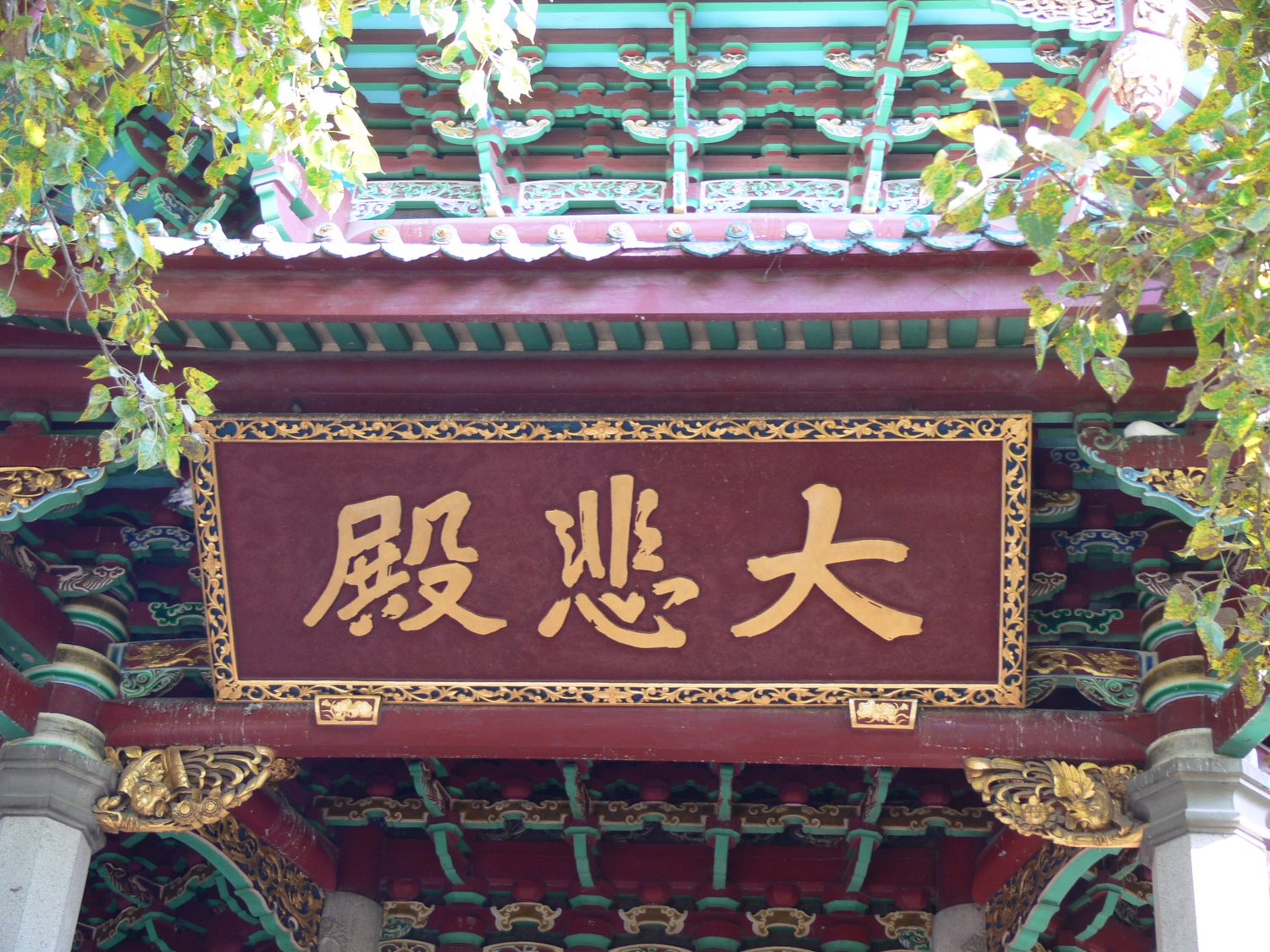
Dabeidian - detal
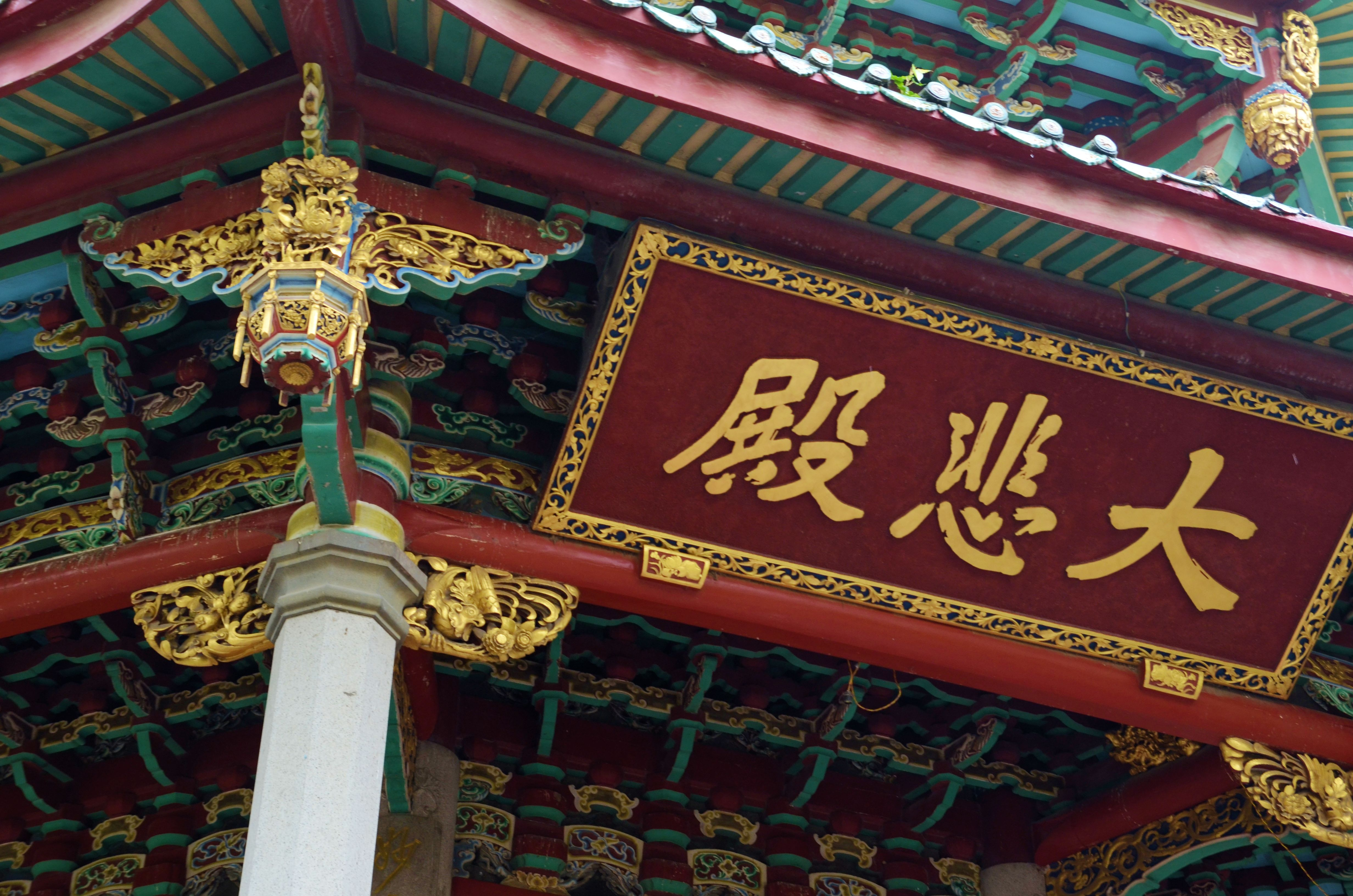
Dabeidian - detal
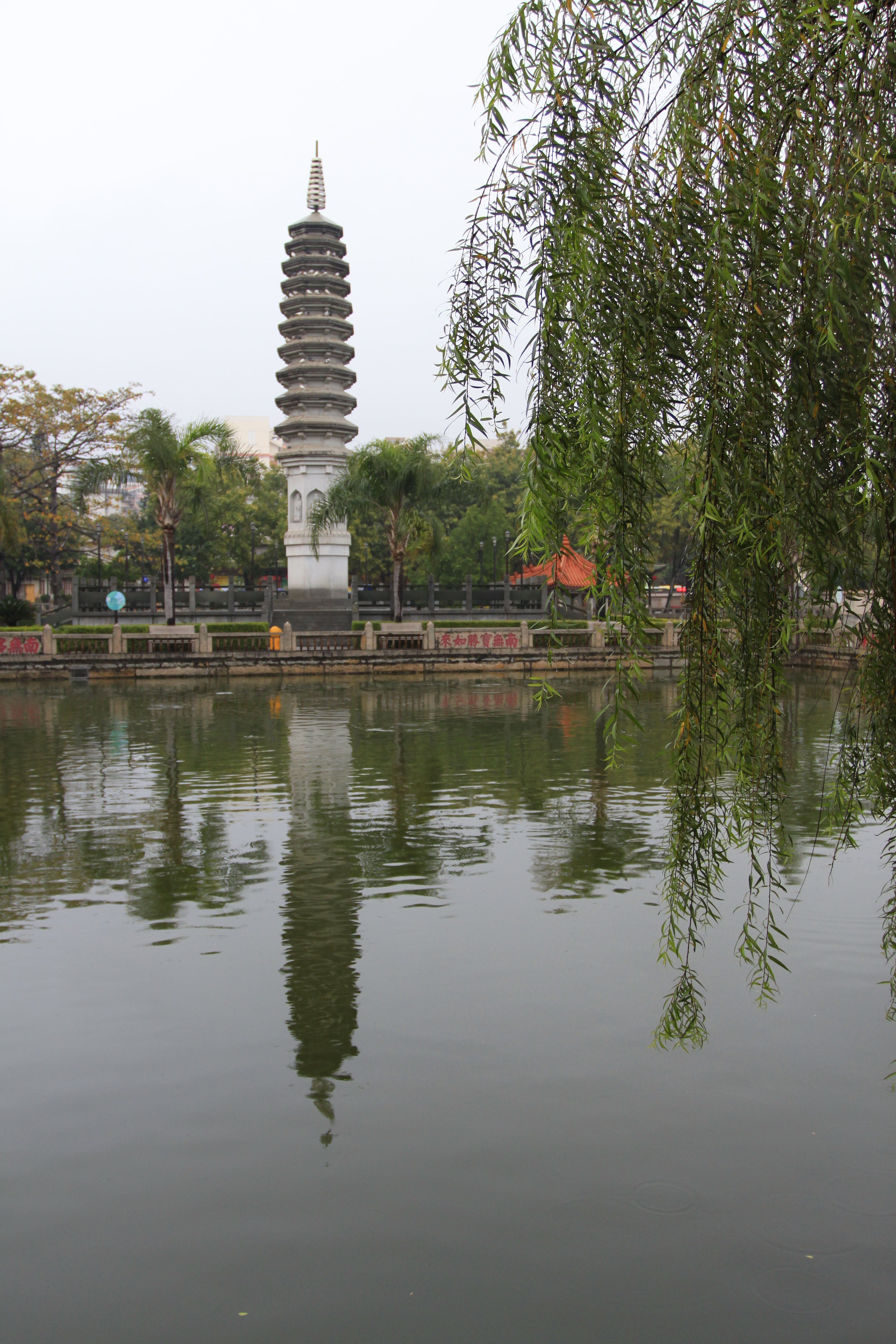
Pagoda Wanshu
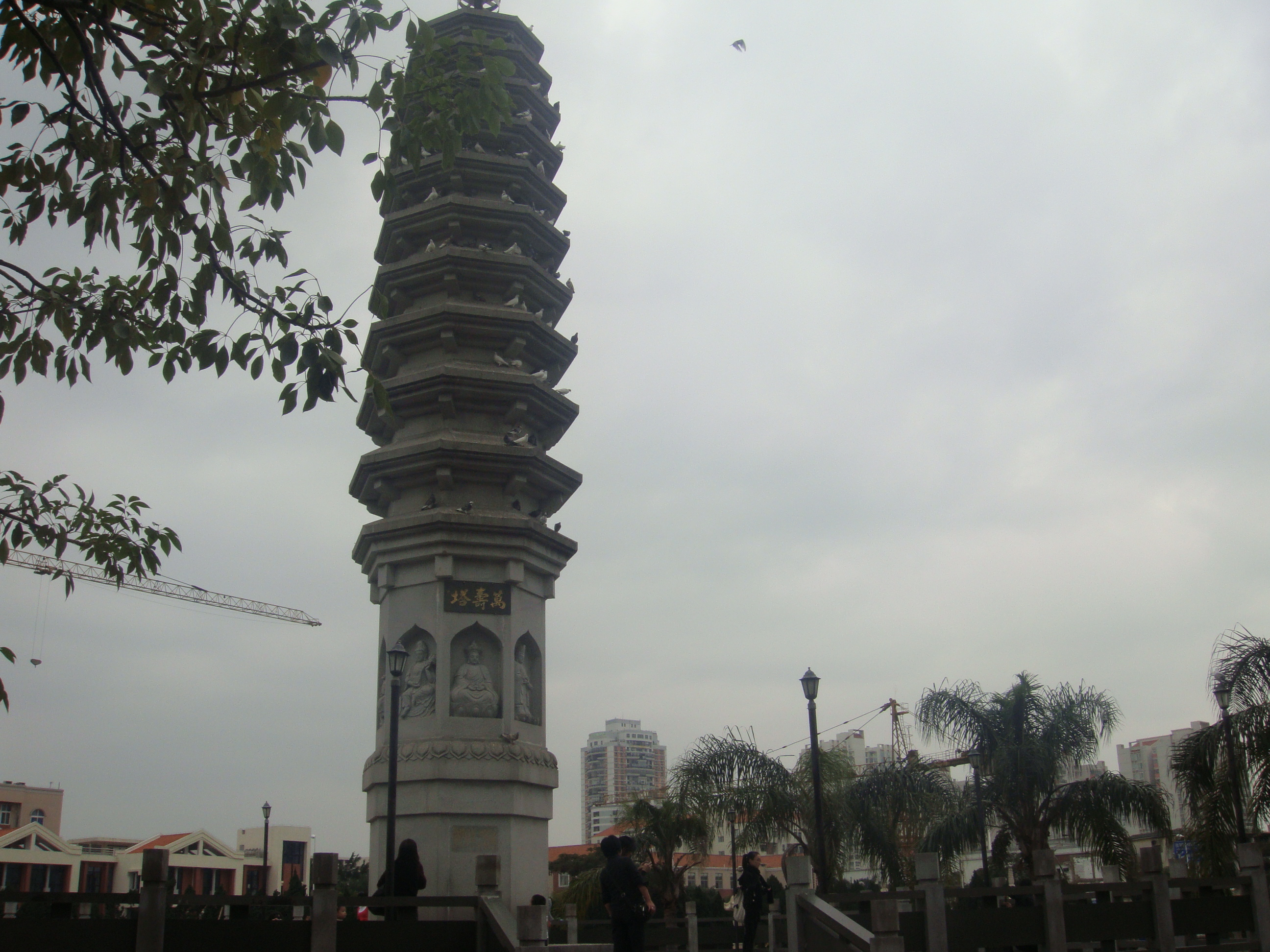
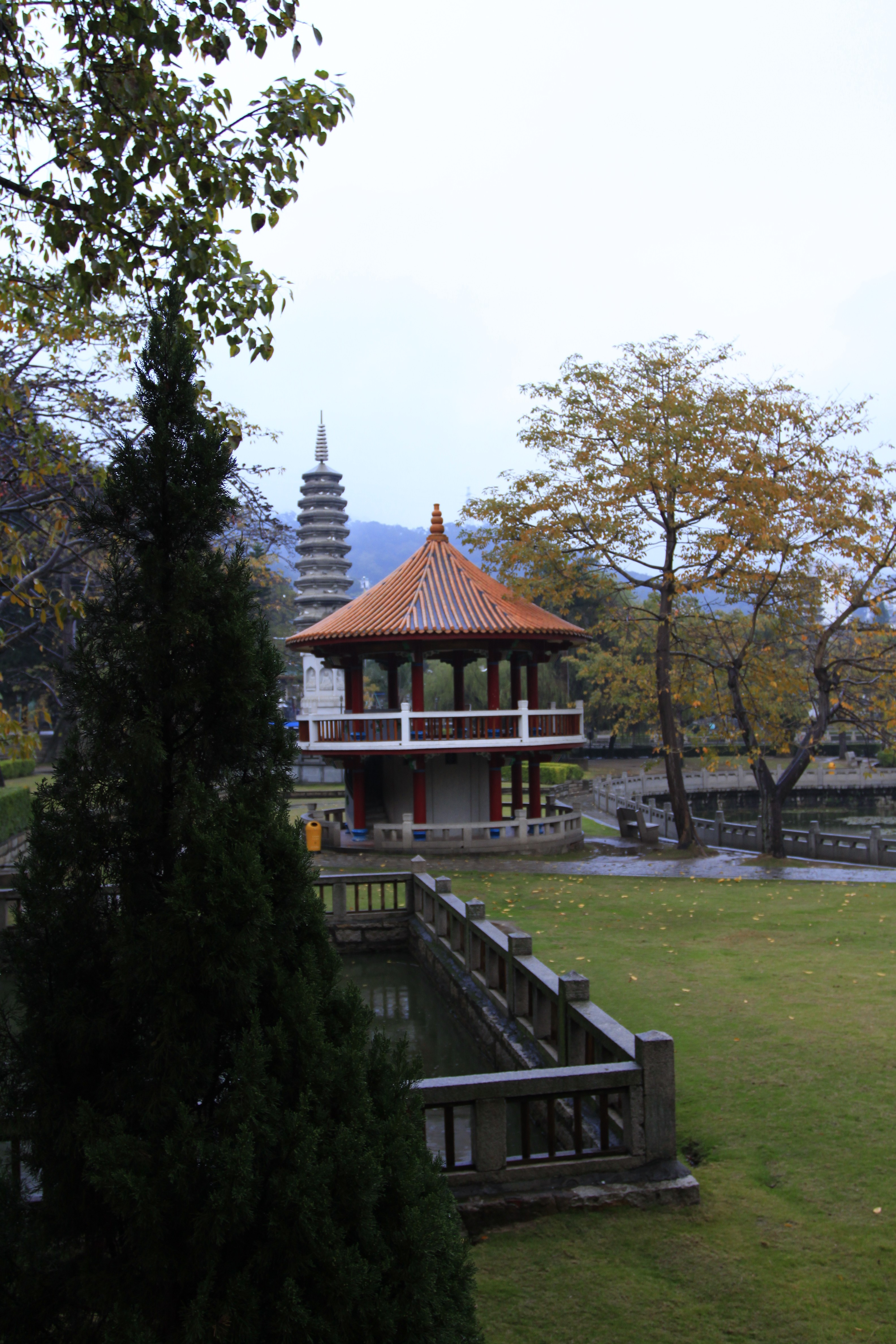
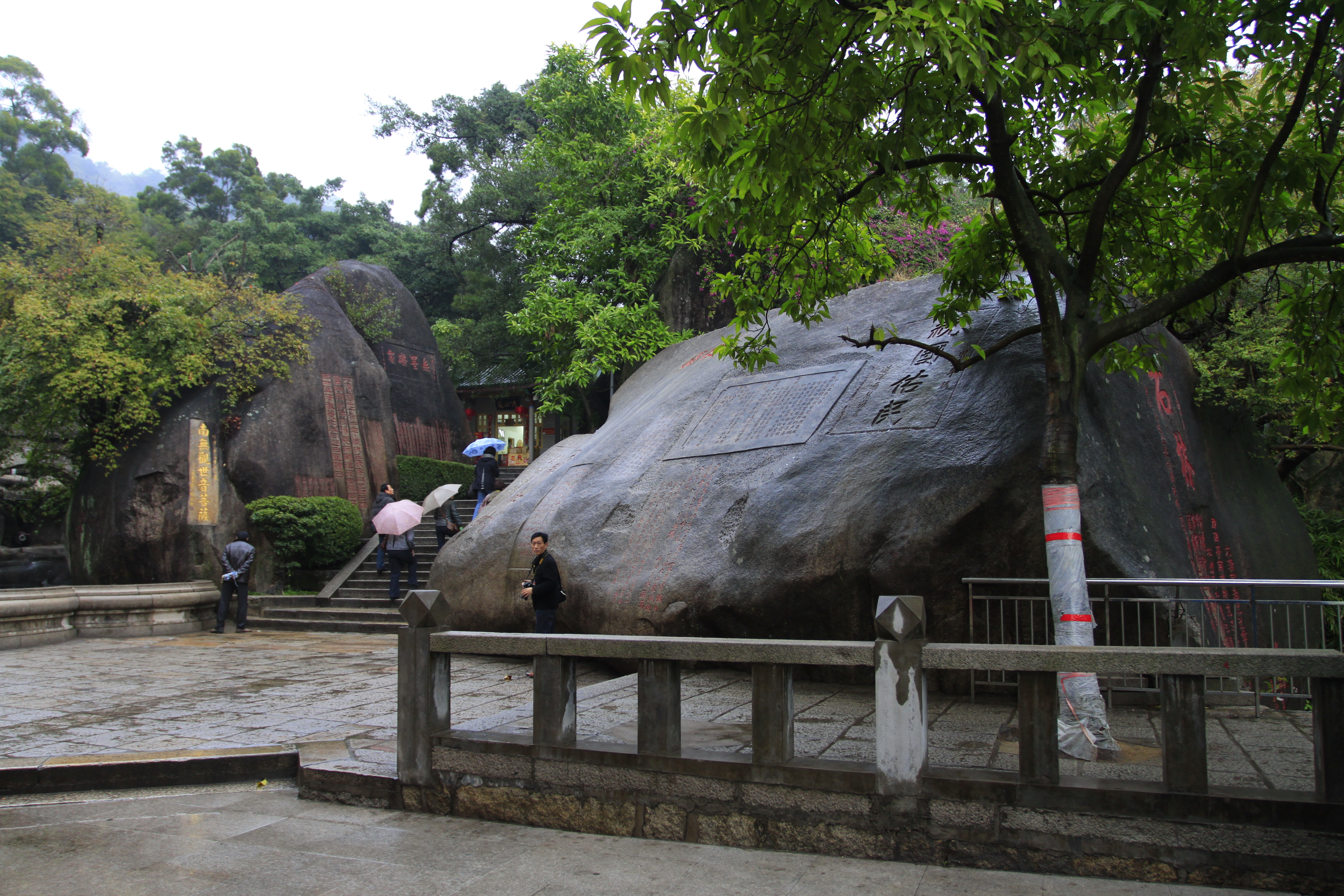
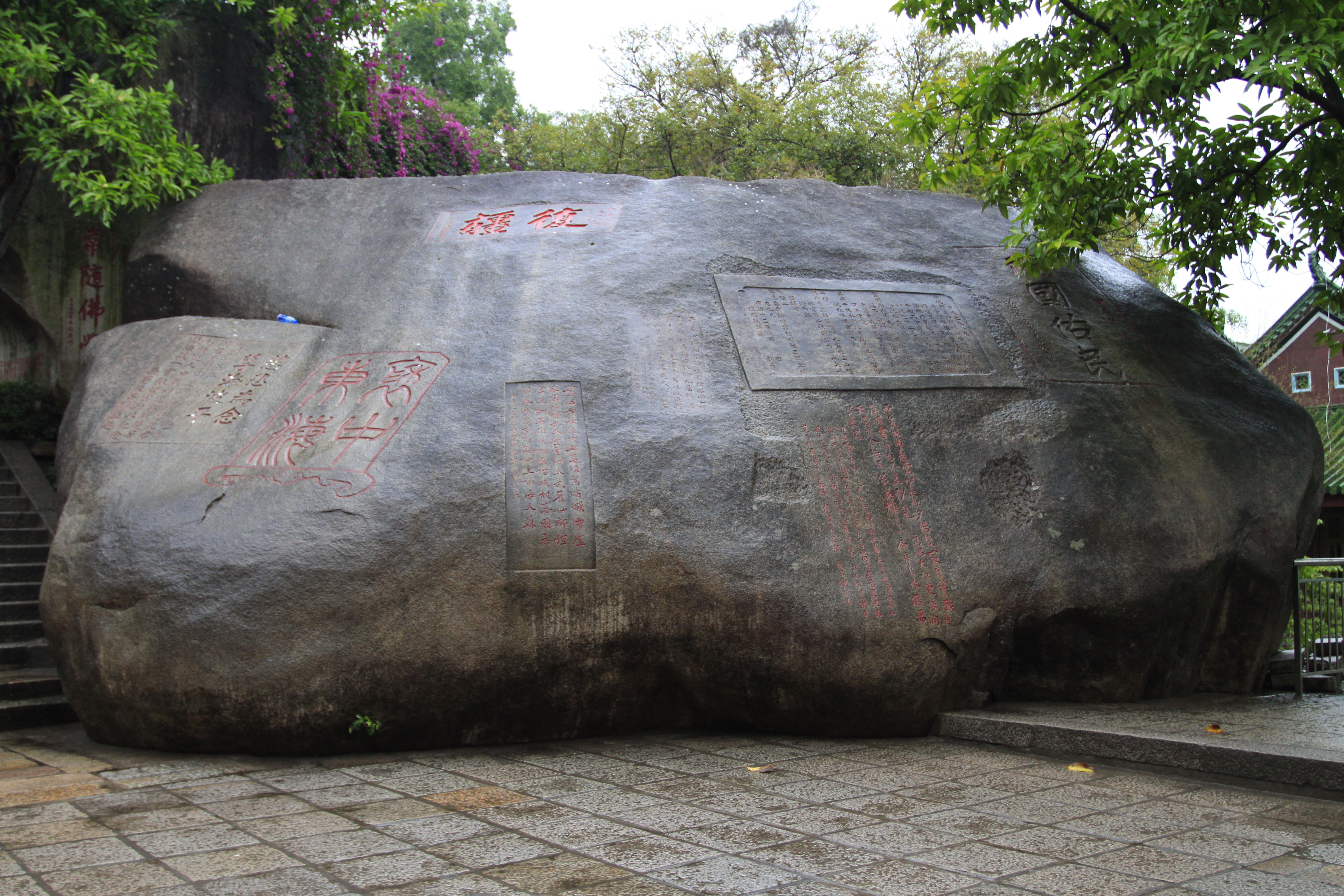
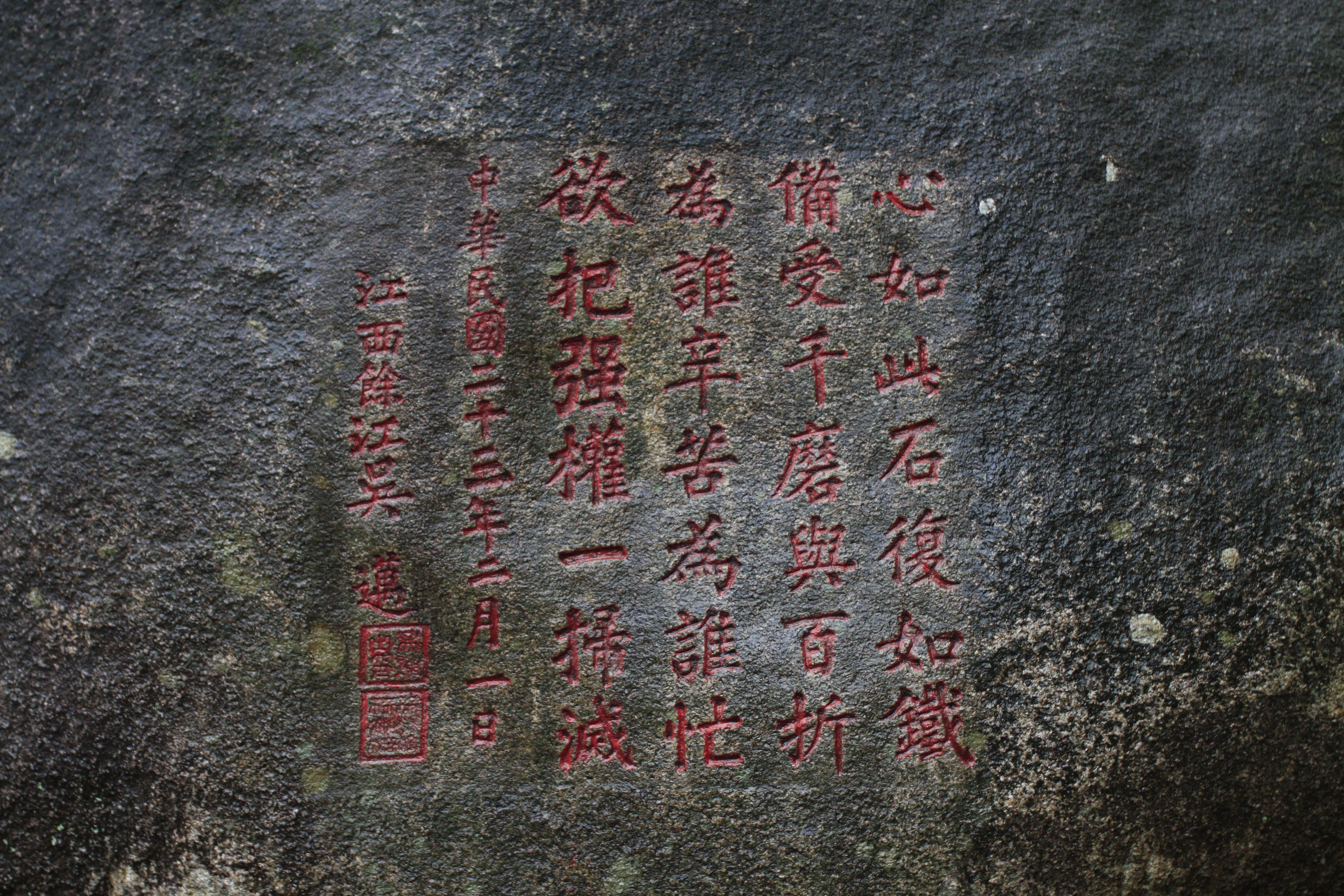
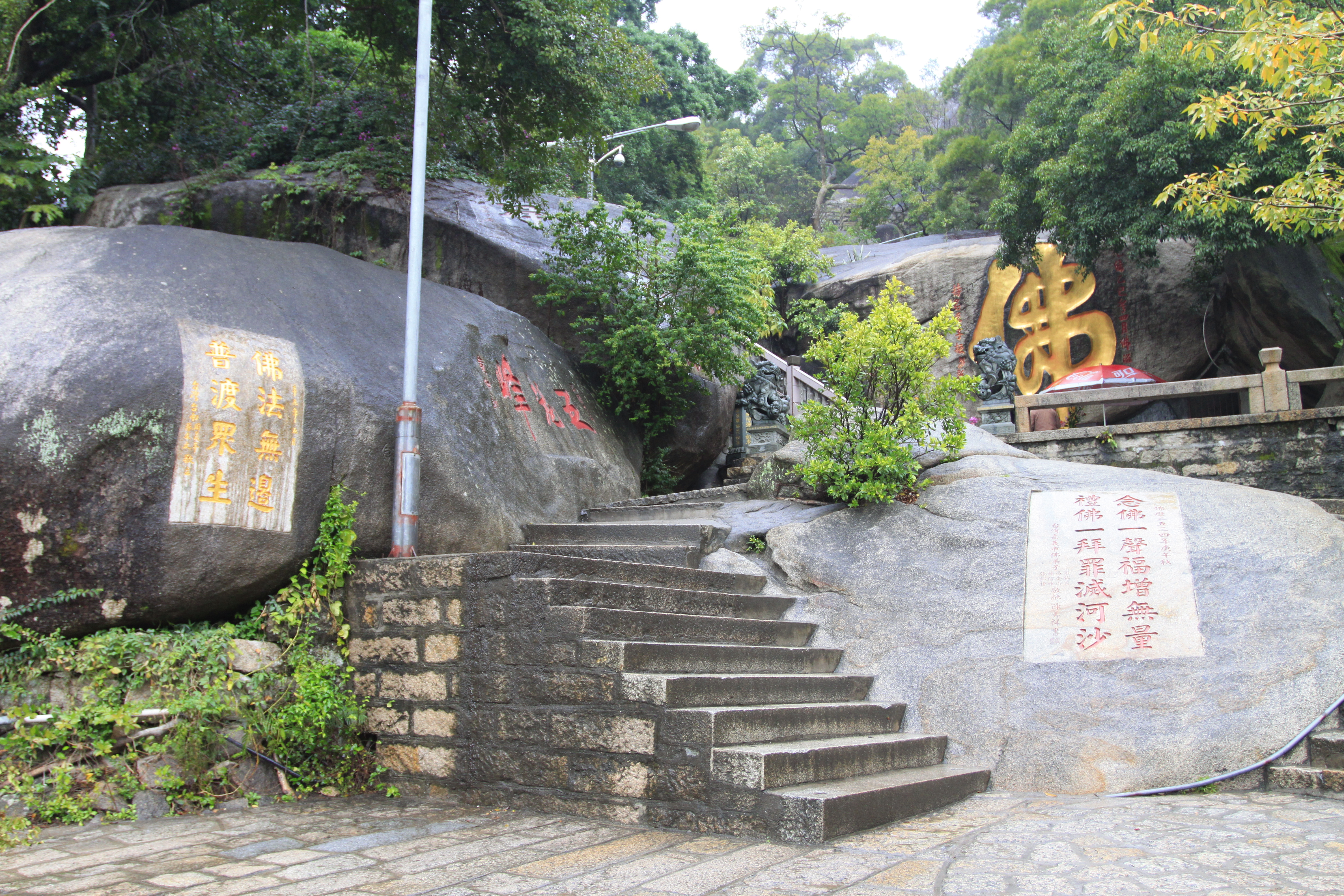
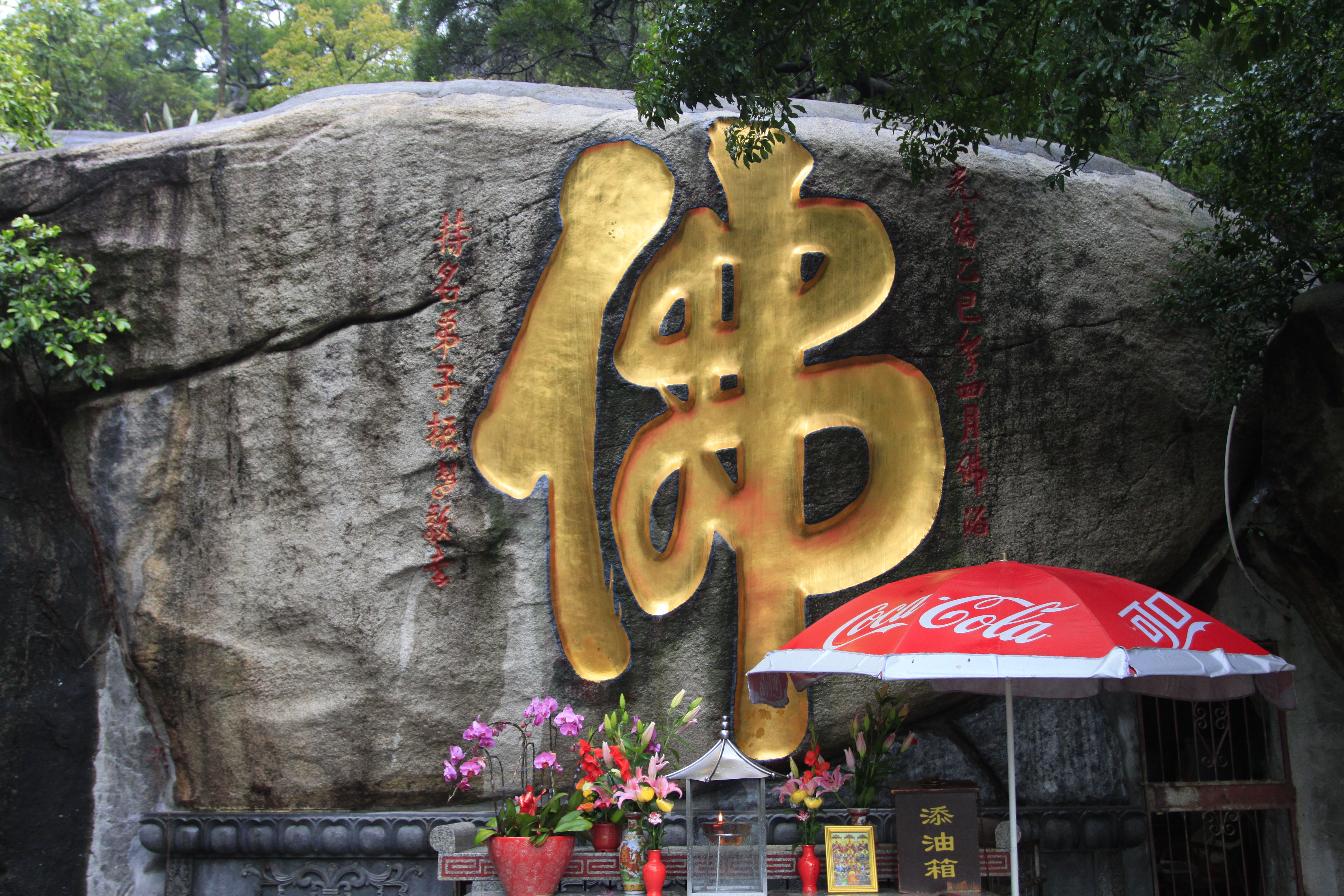
Fo - Budda
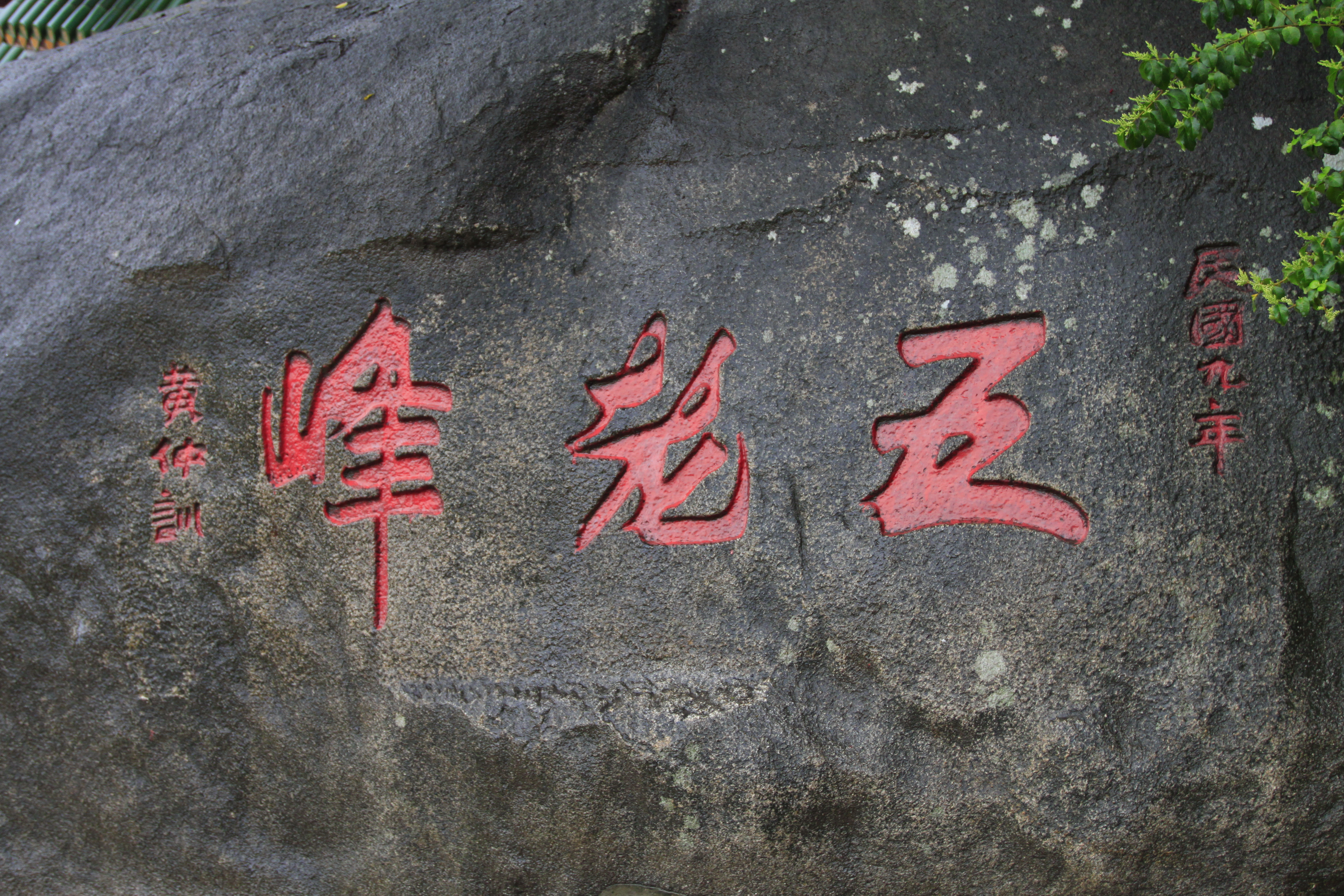
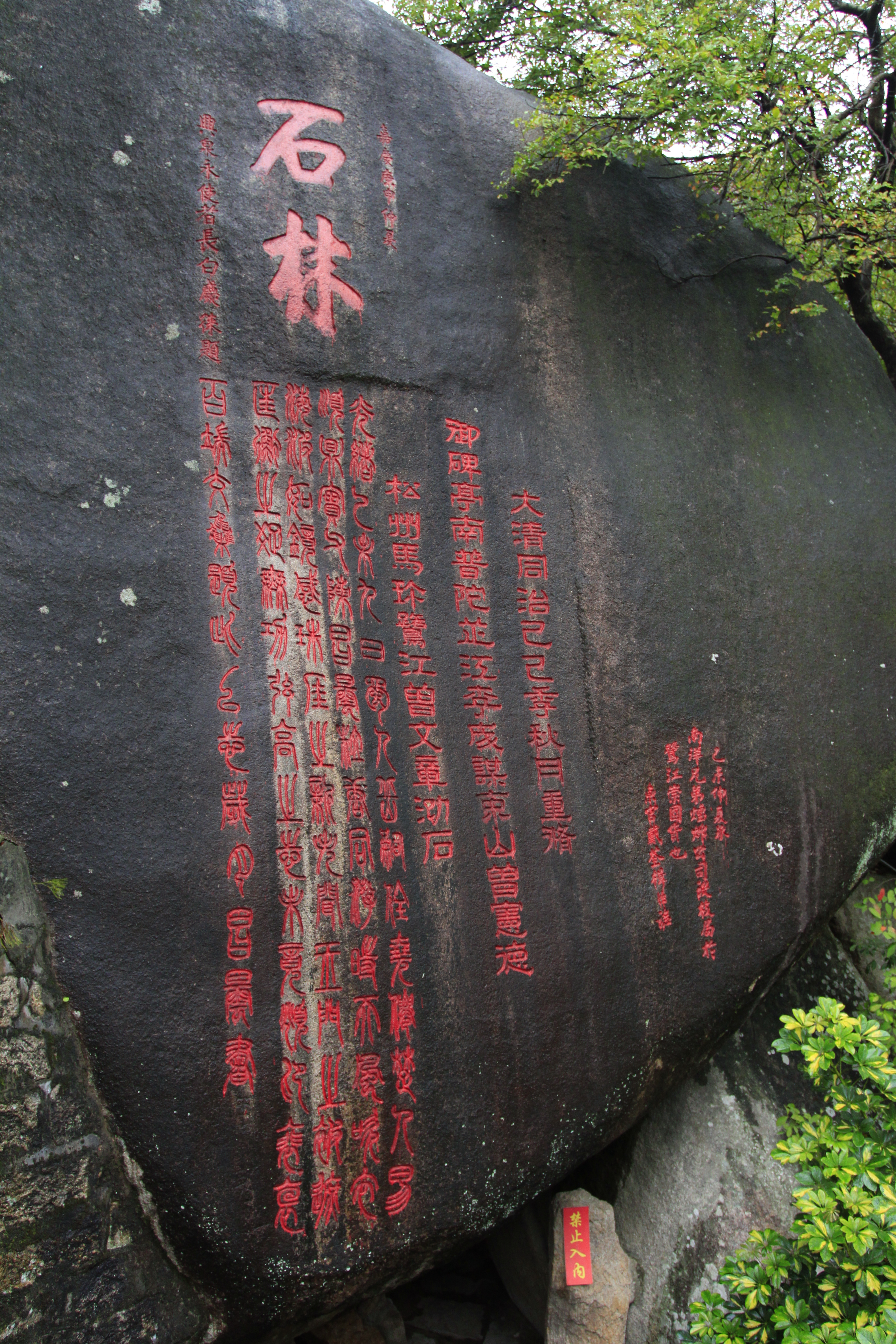
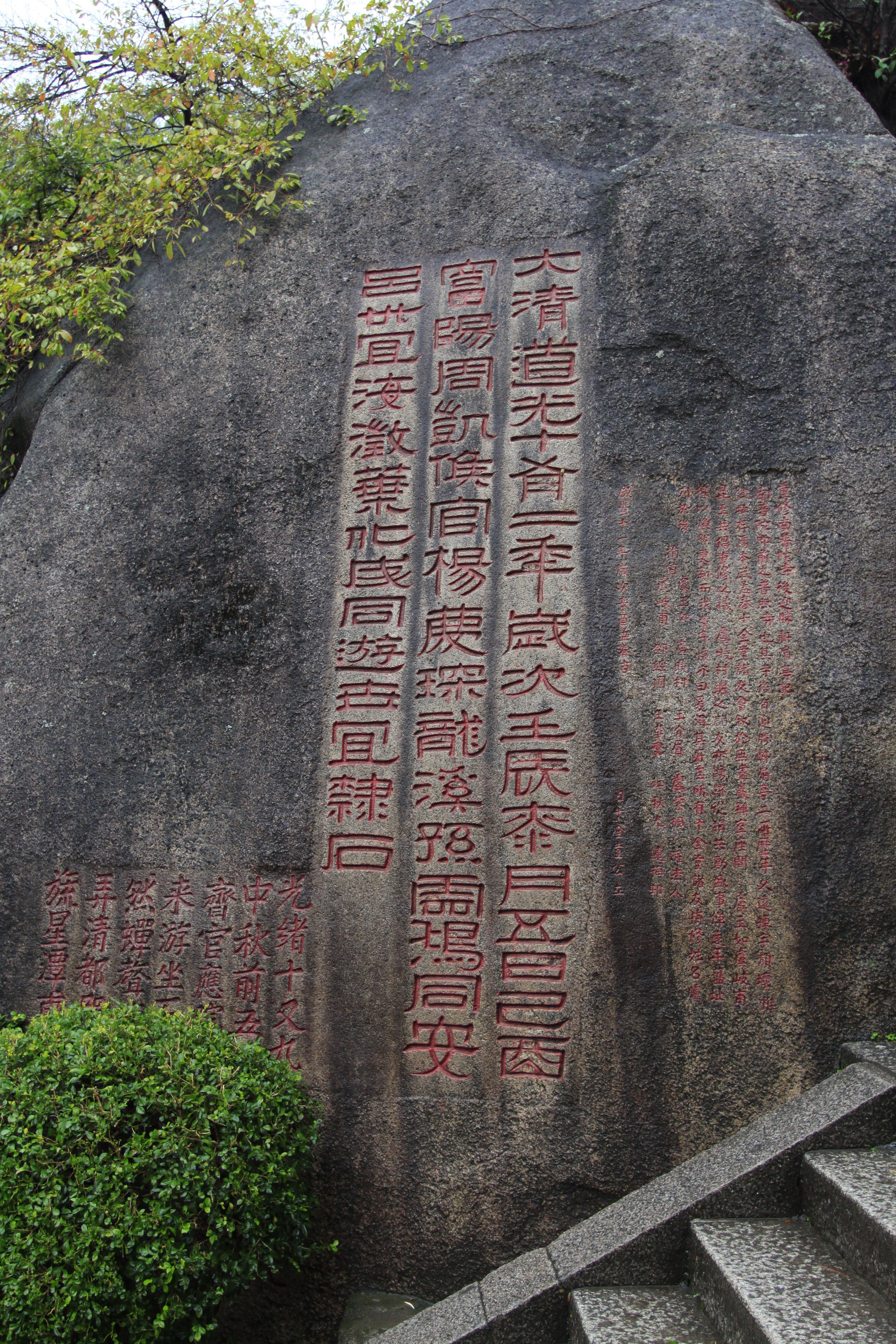
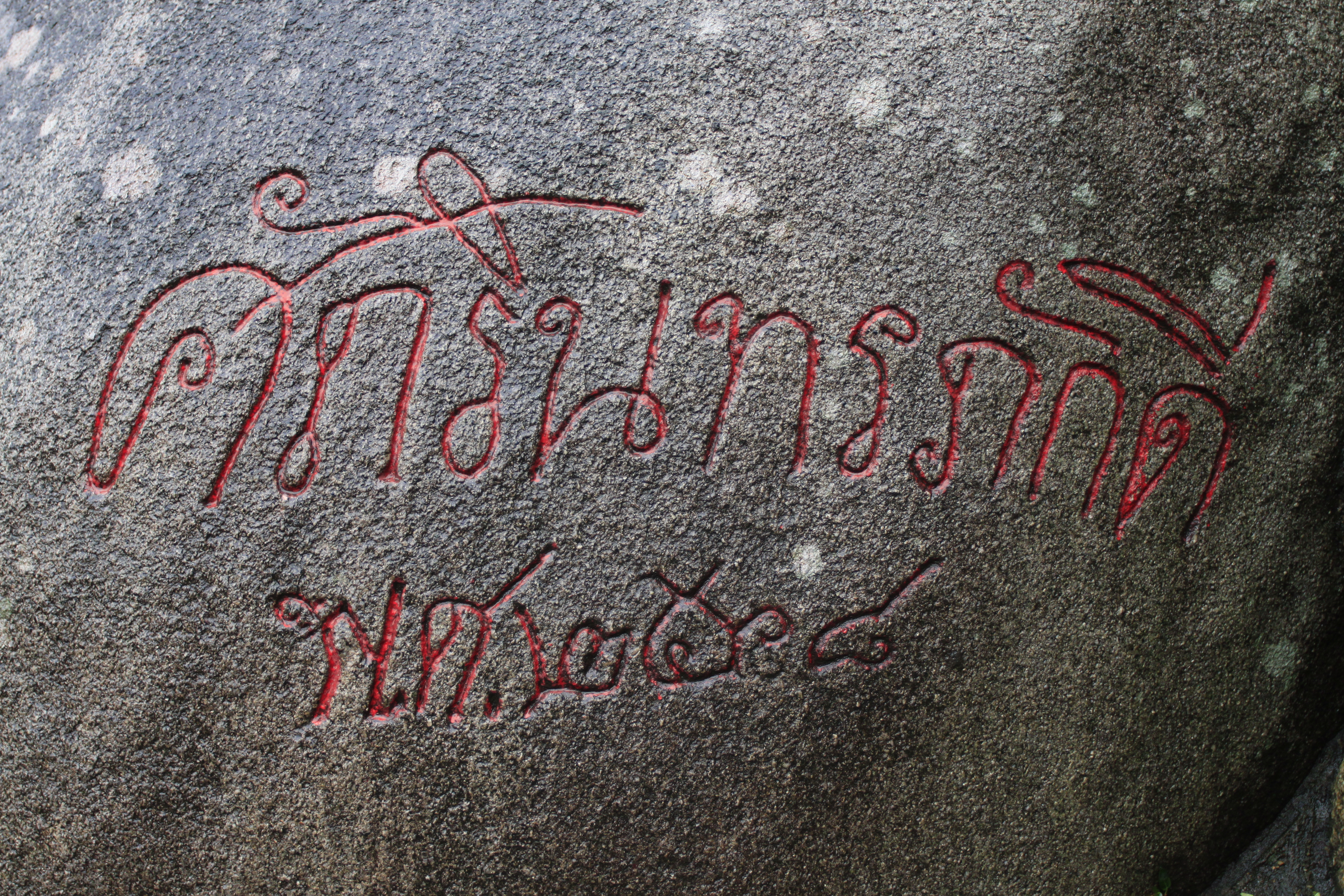
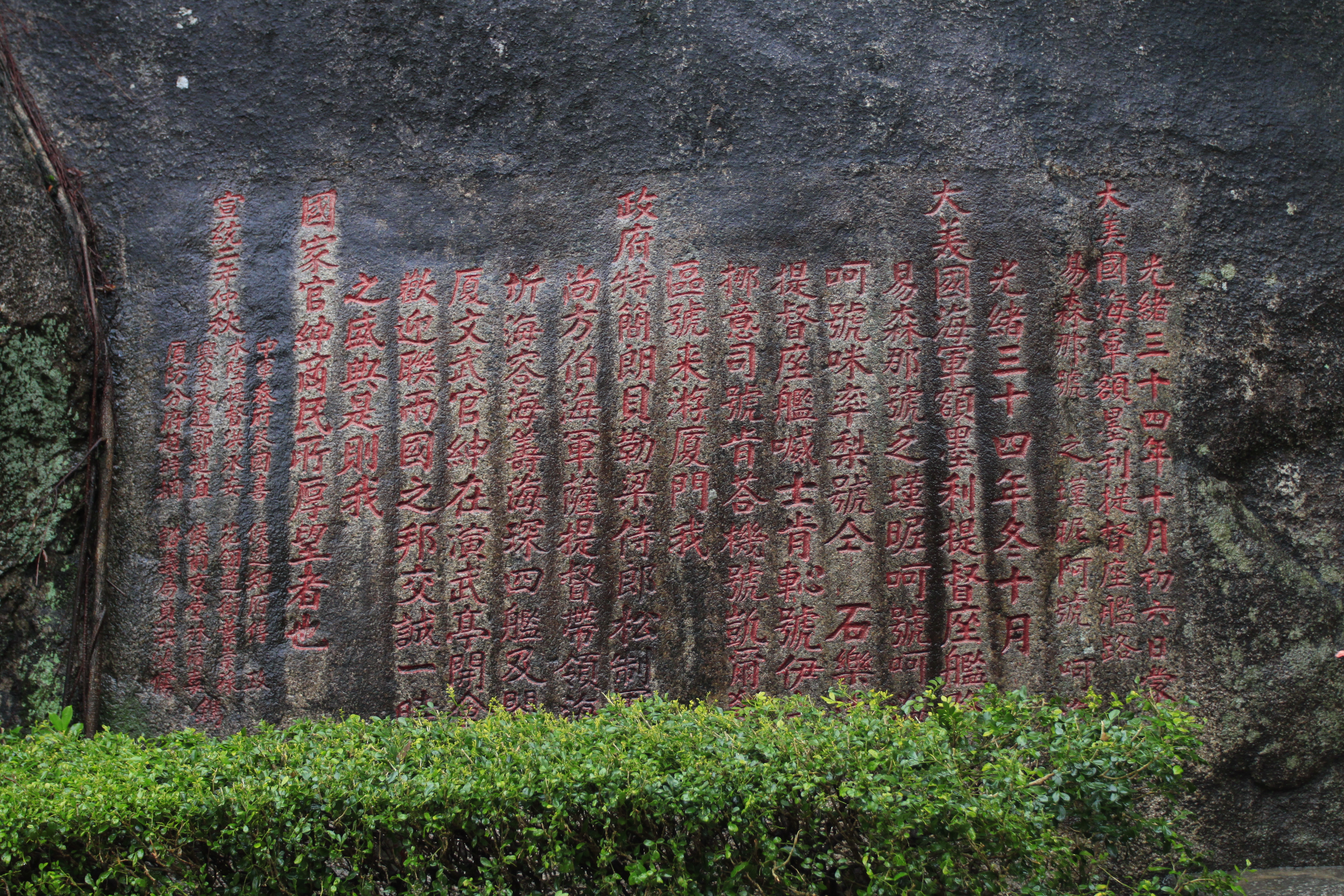
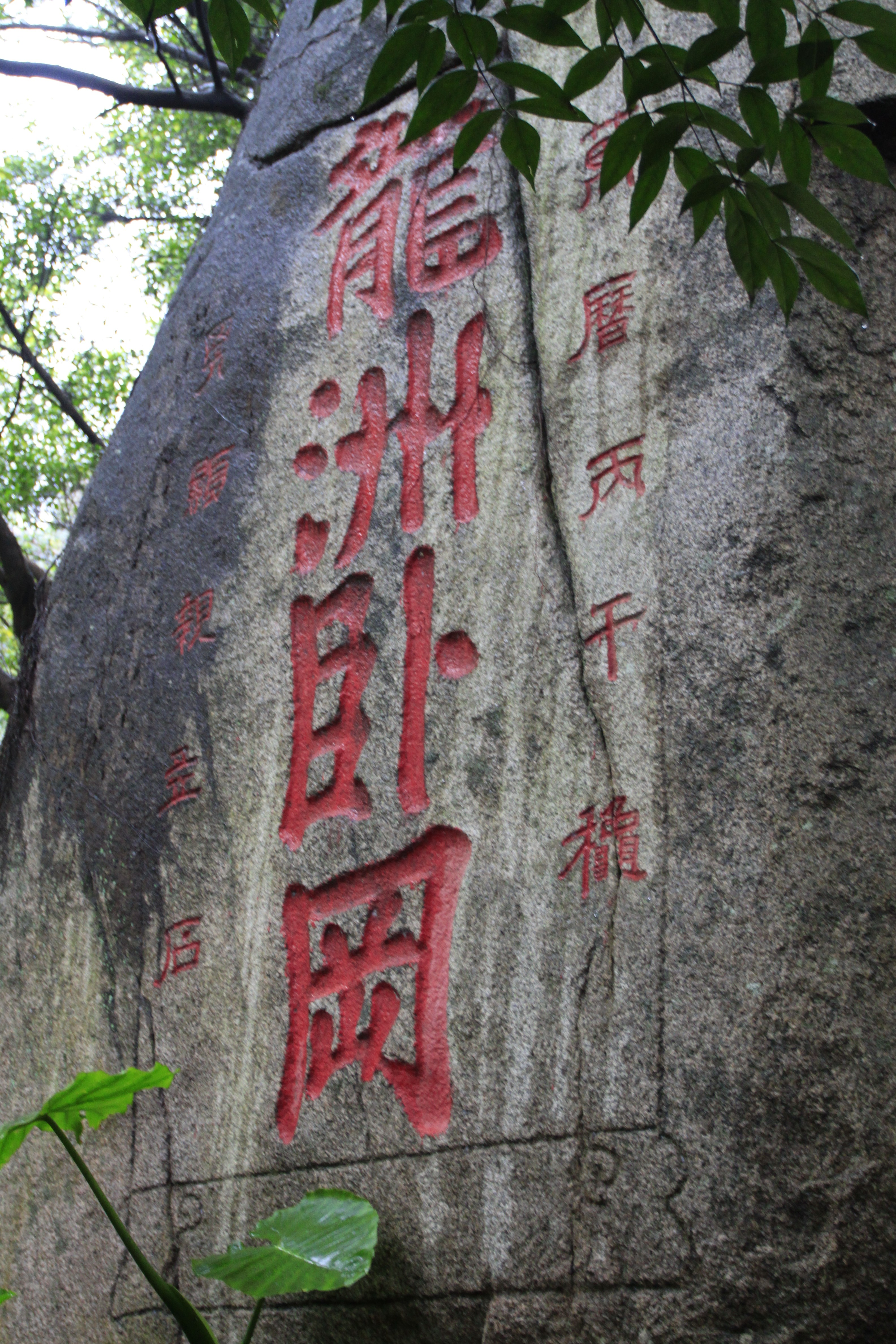
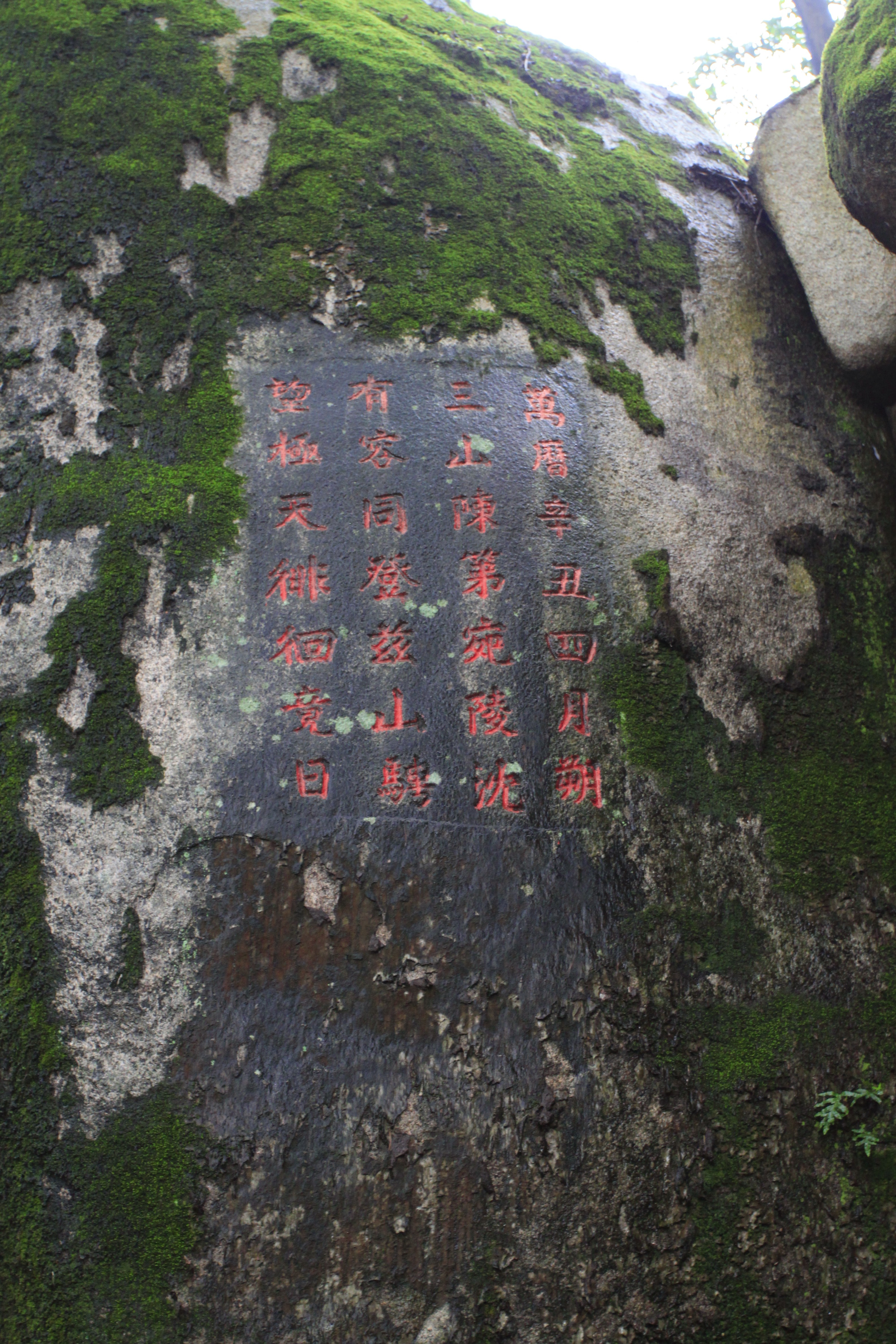
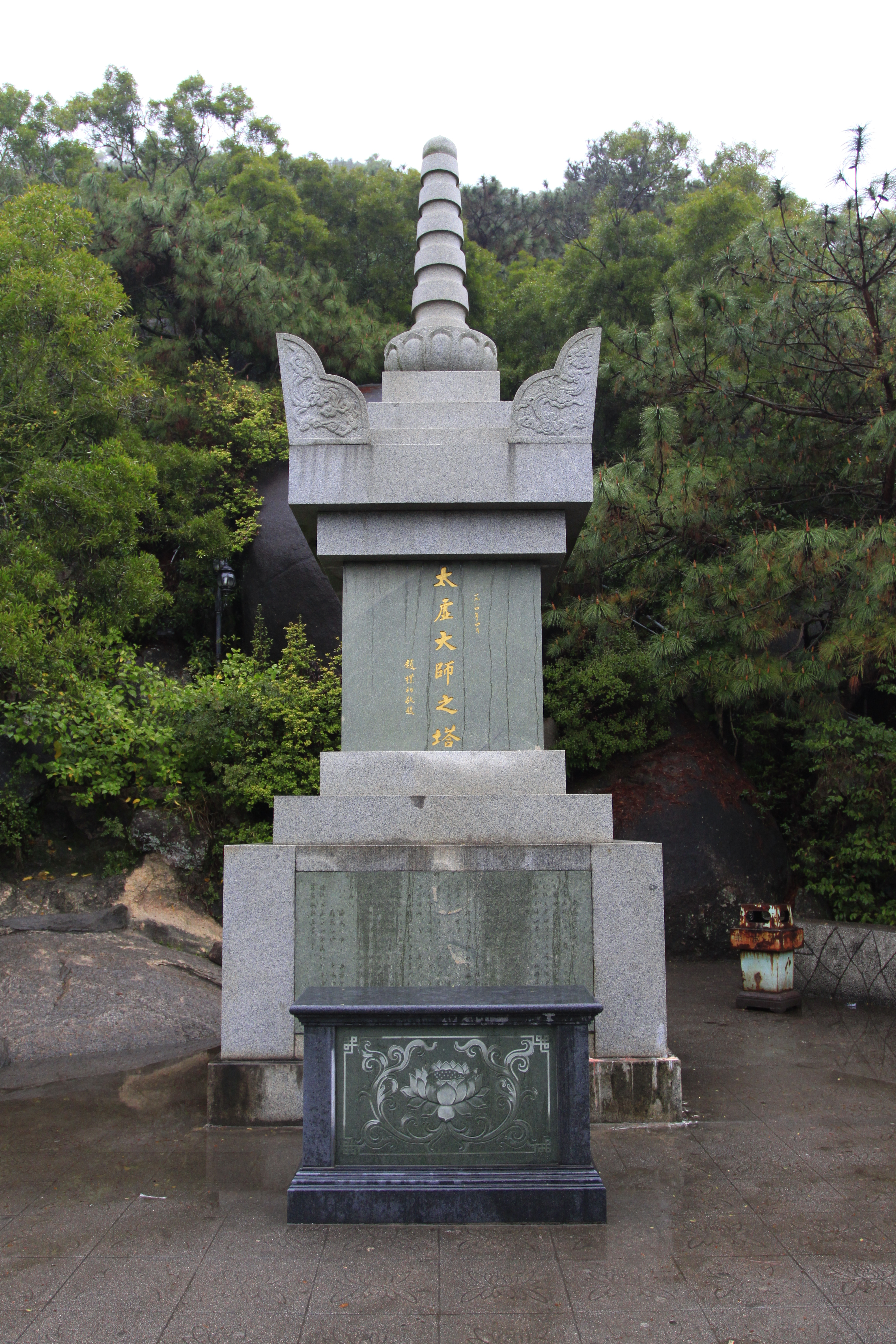
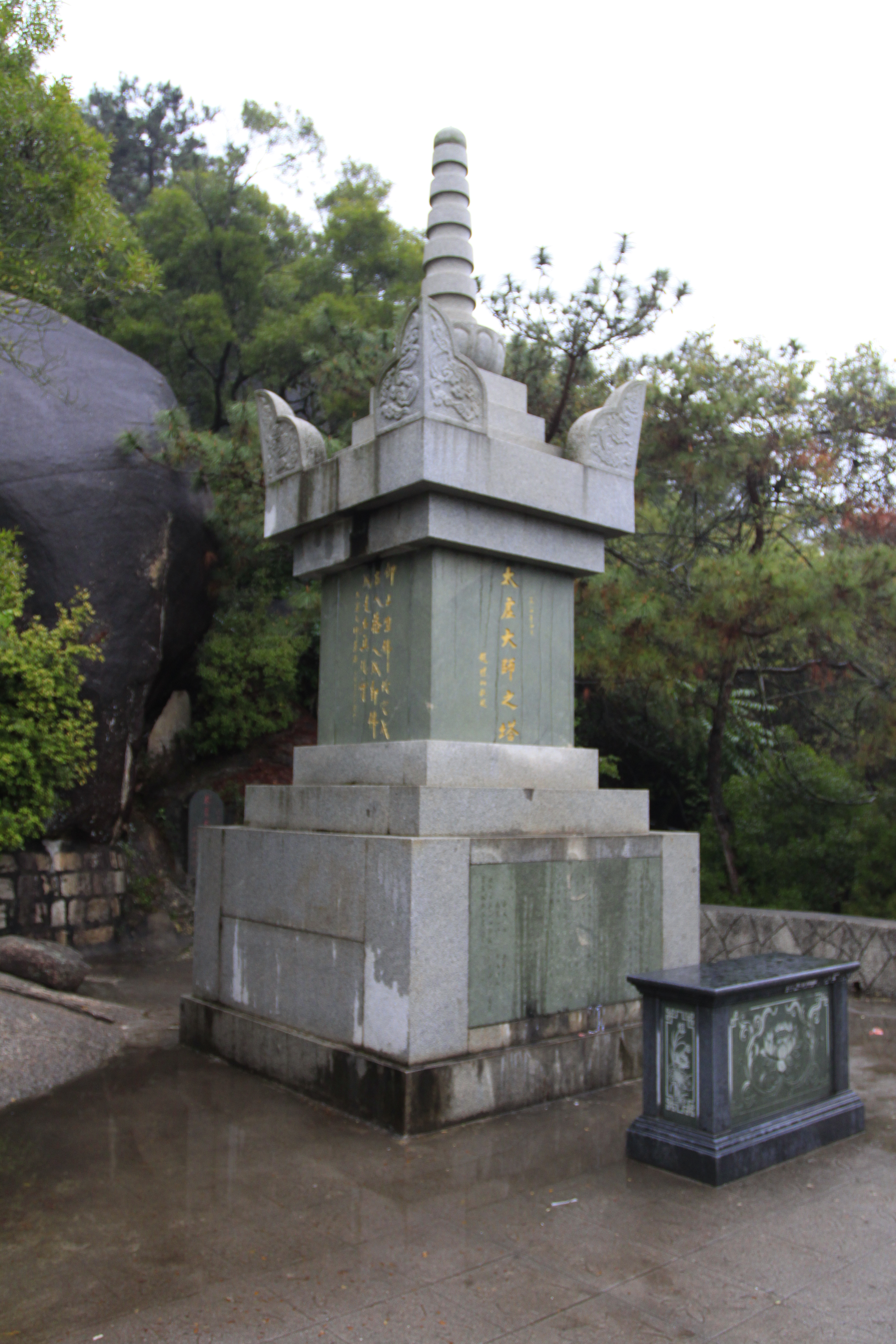
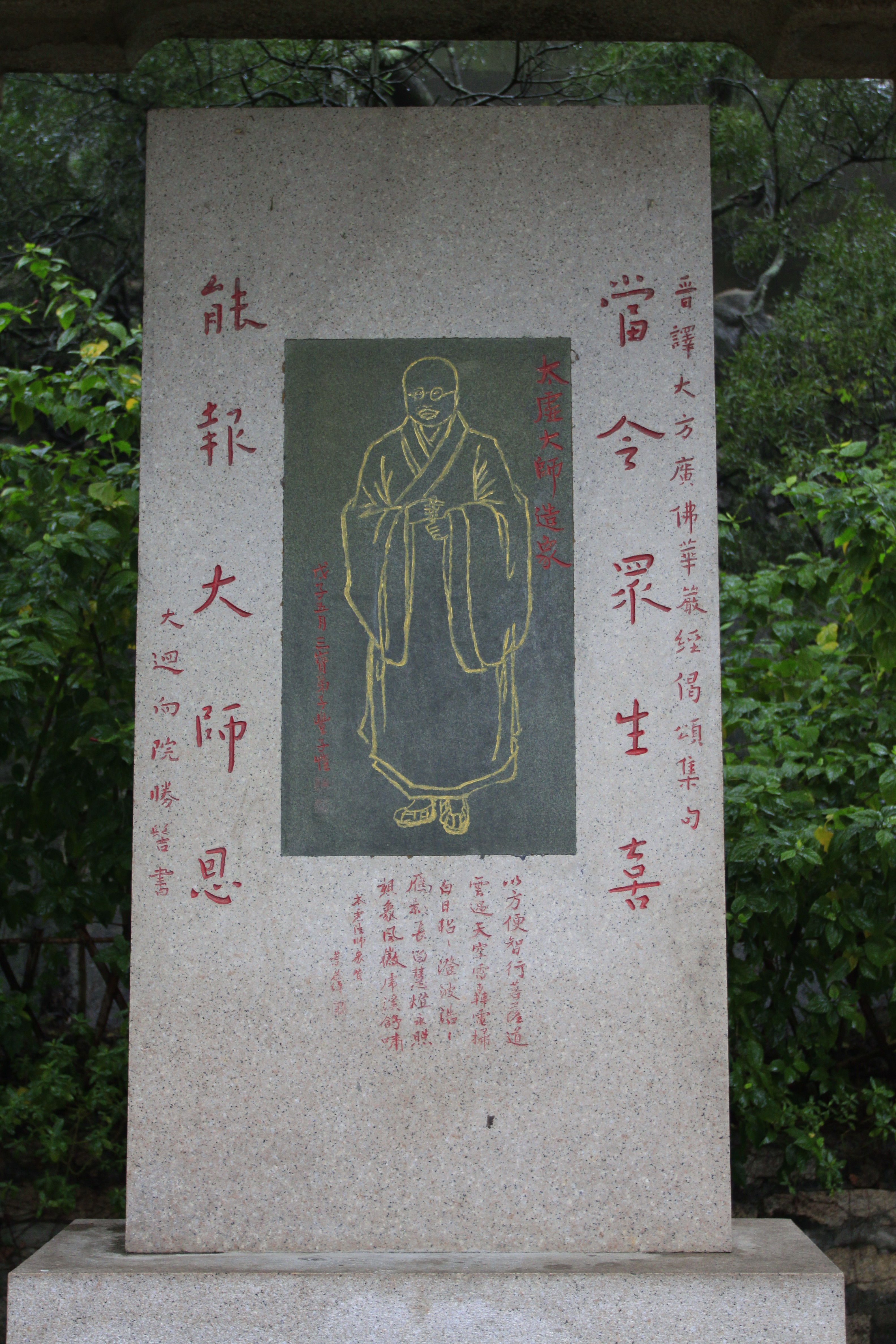
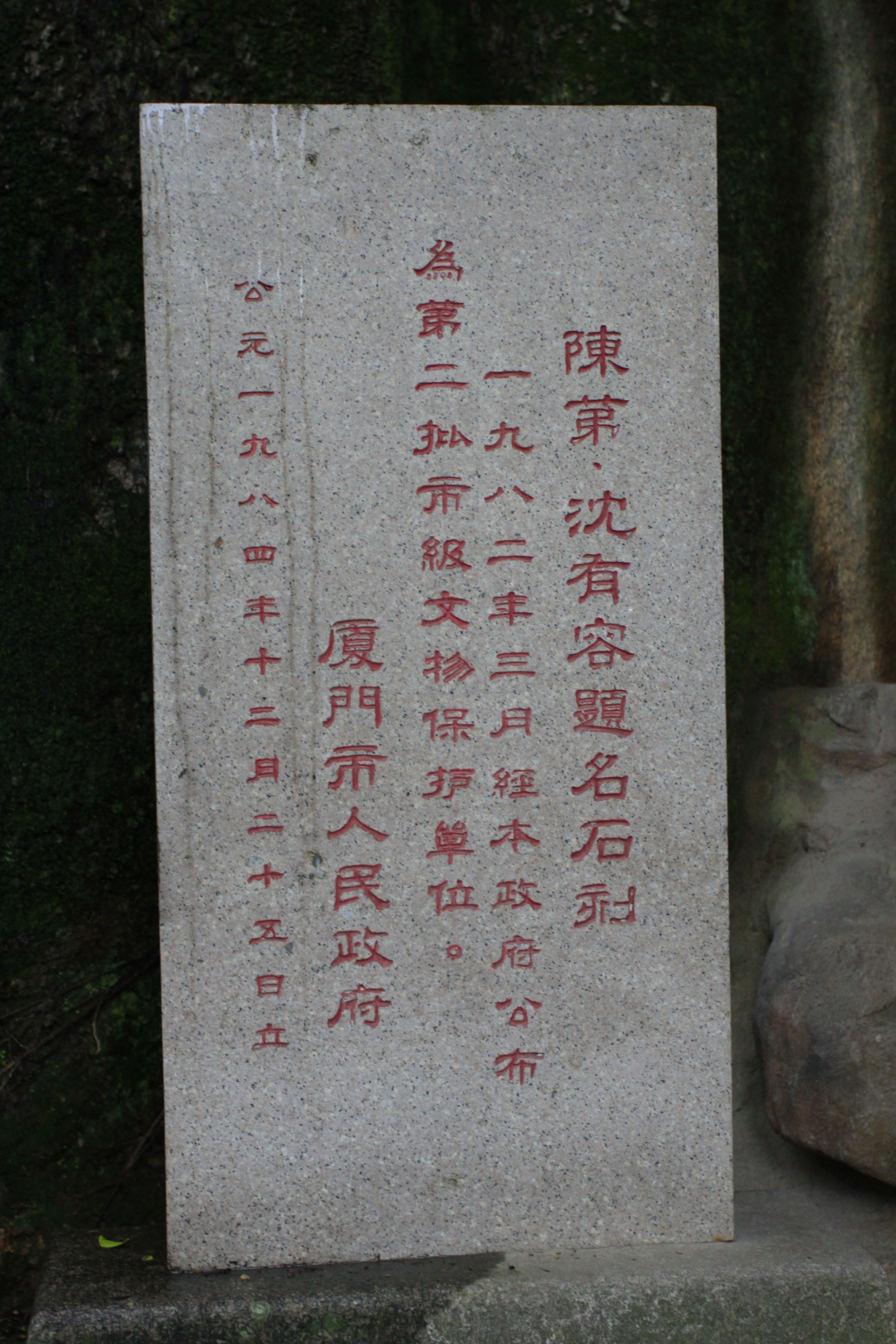
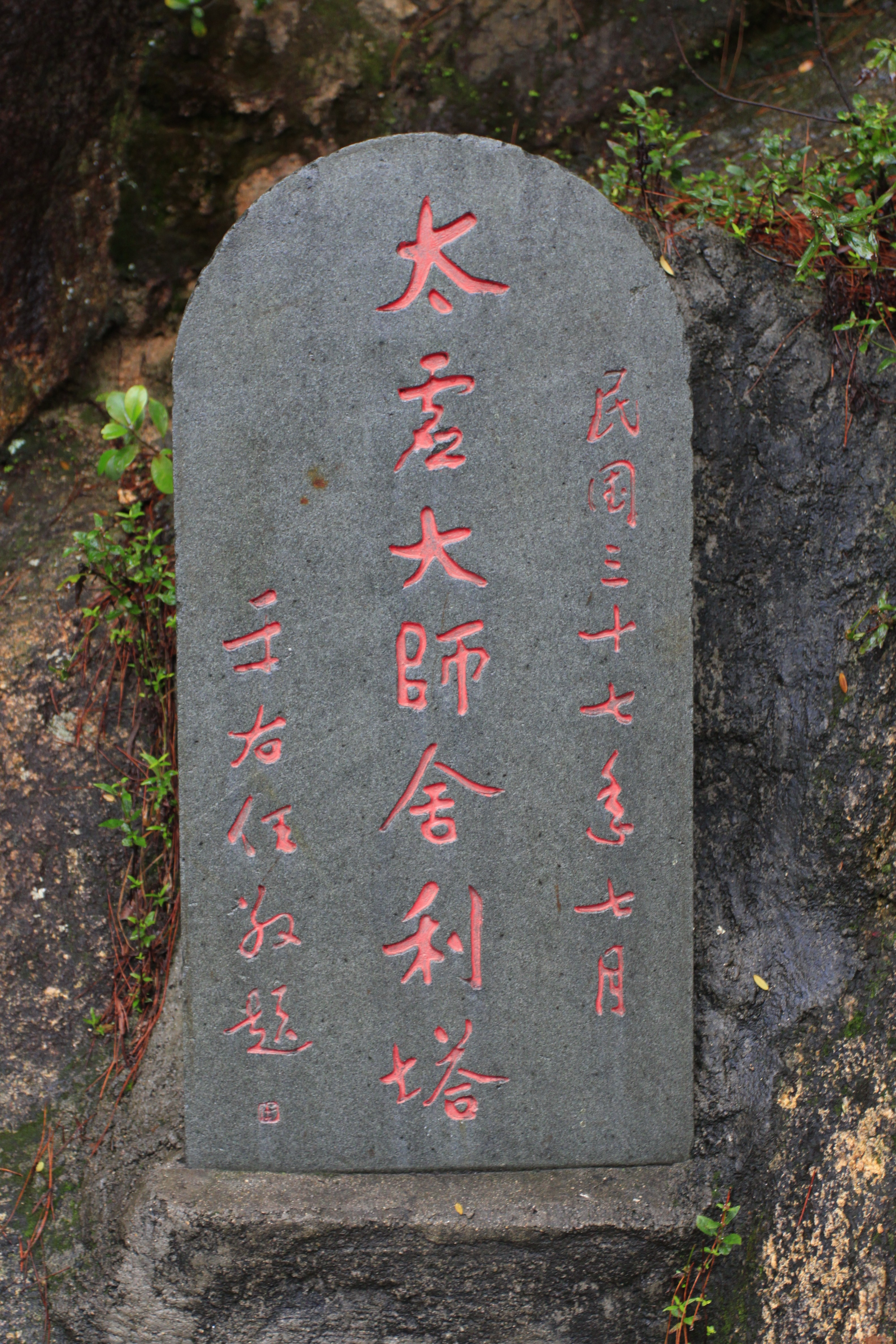